# 反國歌法、國安法大遊行

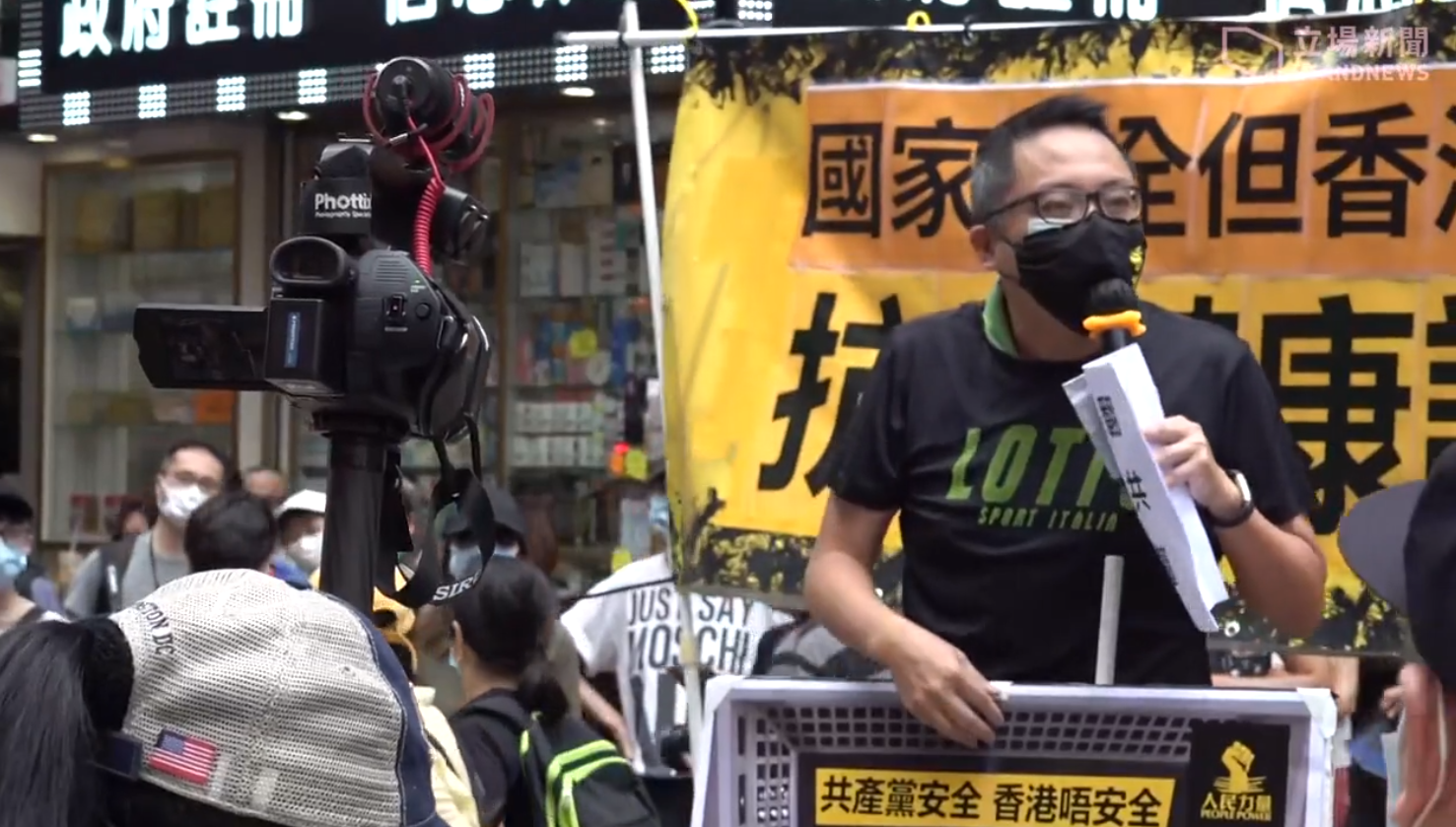
中午，人民力量副主席譚得志在銅鑼灣崇光百貨外舉行「健康講座」，現場逾50名市民聚集，其後警方將他拘捕

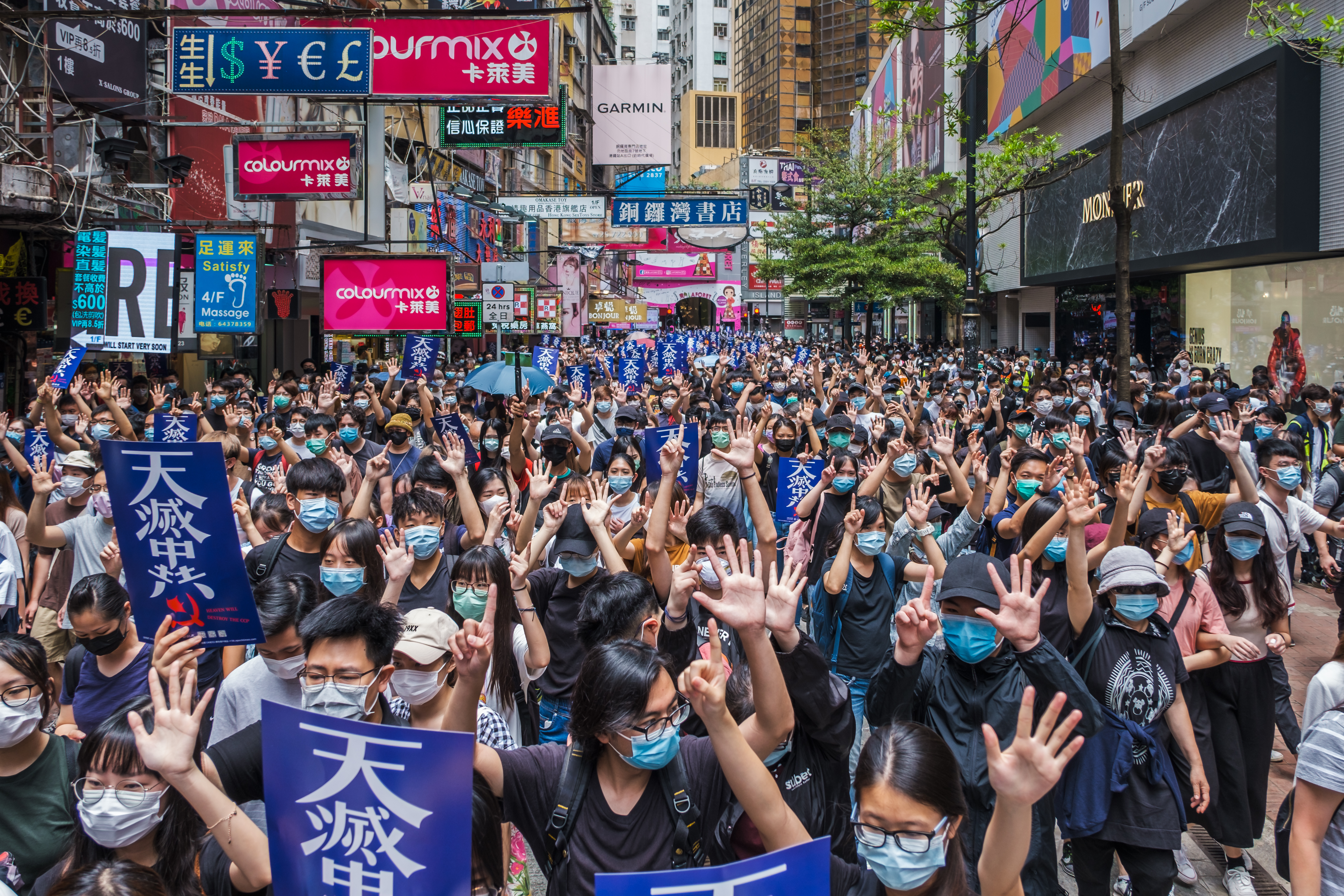
下午1時左右遊行開始，示威者在駱克道舉起反中共的标语

「反國歌法大遊行」是指在2020年5月24日起由香港網民發起，自發在香港島舉行的反對國歌法及港版國安法的遊行。

## 背景
2020年5月22日，十三屆全國人大三次會議在北京召开。此次會議期間審議了「港版國家安全法」，并針對顛覆國家政權、分裂國家、恐怖活動，以及外部勢力干預等四類行為制定措施。外界普遍认为这是中国中央政府对已经长达示威近1年的反對逃犯條例修訂草案運動中的示威者做出的回应。另外，香港立法會將於5月27日恢復《國歌法》等十條法案的二讀辯論。
警方稱，示威行動有機會違反《公安條例》以及《預防及控制疾病(禁止羣組聚集)規例》下的「進行受禁羣組聚集罪」。另外，警方指當日會在相關地點部署足夠警力，並呼籲市民不要參與任何未經批准集結及受禁的羣組聚集。 另外，自5月22日起，香港中聯辦大樓的警力明顯加強，干諾道西門外繼續用水馬圍封，兩邊約有6至7名防暴警員佩槍駐守，另外有軍裝警不時在外圍巡邏。中聯辦附近亦泊有一輛「銳武」裝甲車以及一輛警車。

## 路線
此次遊行將會採用「雙起點」的方式，在港島兩個地點同時起步。第一條路線是由銅鑼灣崇光百貨外行至灣仔修頓球場；而另一條路線是由灣仔修頓球場至銅鑼灣崇光百貨外，此外，此遊行並無申請不反對通知書。

## 經過

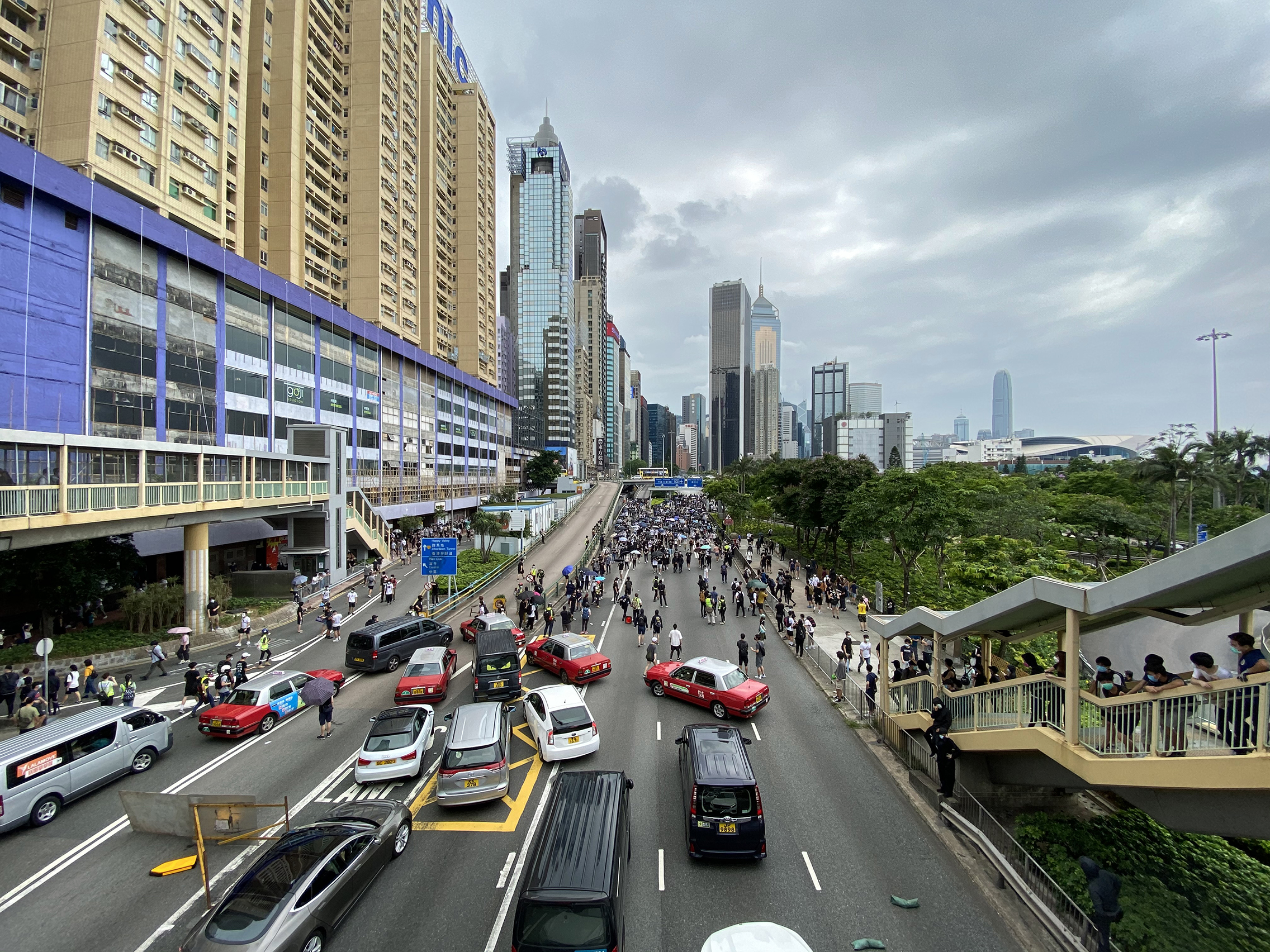
下午2時20分左右，有示威者走出銅鑼灣告士打道，沿著灣仔方向前行，並設下路障，但警方很快施放催淚彈驅散

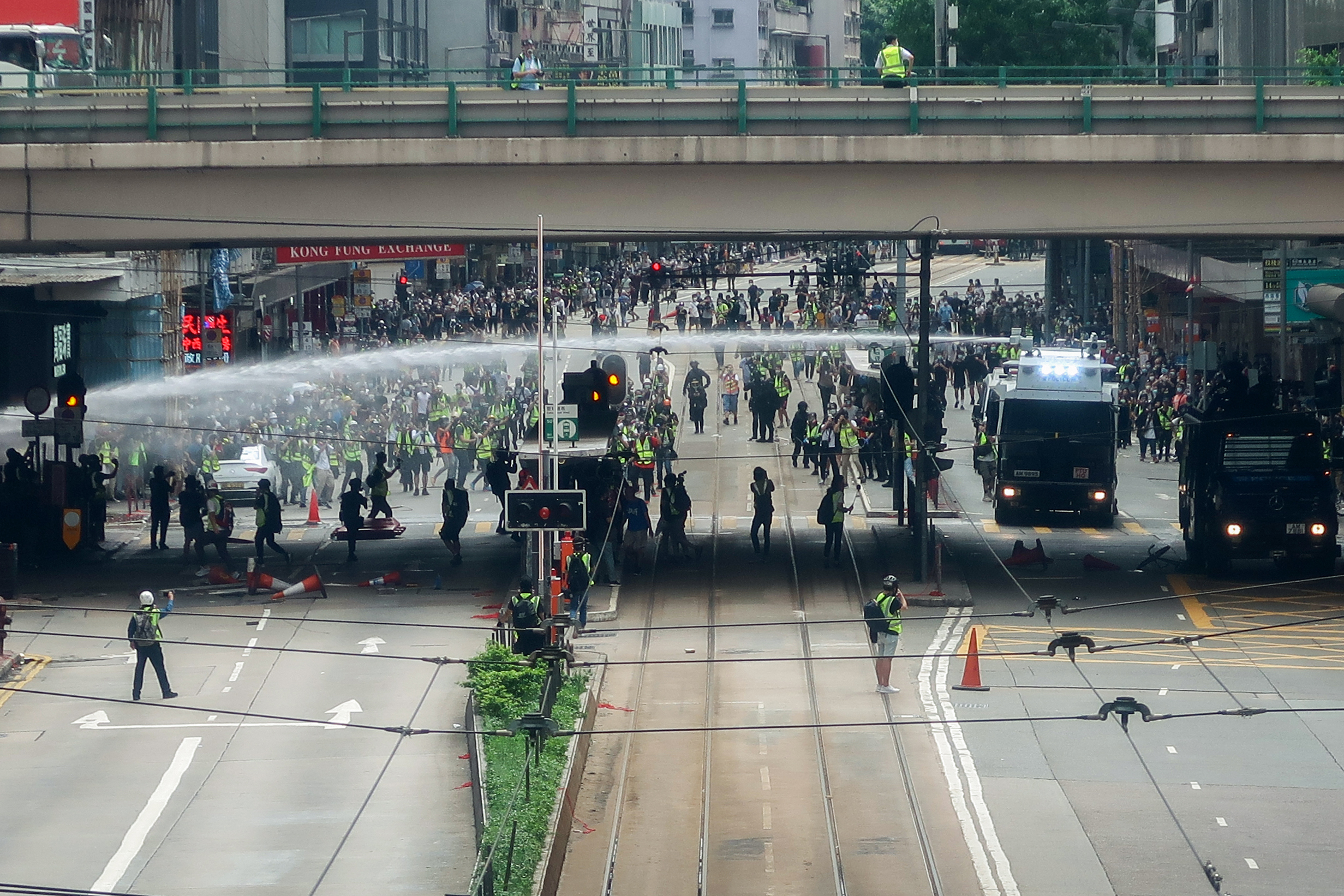
下午3時07分左右，警方水炮車於鵝頸橋底發射水柱

上午11時許，警方西隧往港島方向、近解放軍營一段九龍塘窩打老道、大欖隧道轉車站往九龍方向及西九龍公路等多條主要幹道設置路障，並截查小型貨車等車輛，但駐守的警察未有登上停站巴士搜查。
中午12時許，有近30名防暴警在銅鑼灣東角道一帶分成數個小隊站崗，部分警察持有警告旗、防暴槍等裝備。另外，有防暴警於港鐵銅鑼灣站D1出口截查途人。人民力量在崇光百貨外舉行「健康講座」，現場逾50名市民聚集。防暴警表示在場市民可能會因違反限聚令被票控，同時亦警告該黨副主席譚得志涉組織未經批准集會，要求他解散在場民眾，其后将其拘捕。有在場示威者高呼「光復香港，時代革命」等口號。大批警察在場戒備，警員隨後在崇光百貨外拉起封鎖線，並要求示威者離開。下午1時左右遊行開始，大批示威者沿東角道轉入謝斐道，向灣仔方向前行，他們沿途呼叫「香港獨立，唯一出路」口號、並舉起「五大訴求，缺一不可」的手勢。下午1時20分左右，有示威者走出軒尼詩道行車線，亦有示威者向警方防線拋雜物。警方在銅鑼灣廣場一期附近施放催淚彈、胡椒噴霧，並拘捕至少1人。 

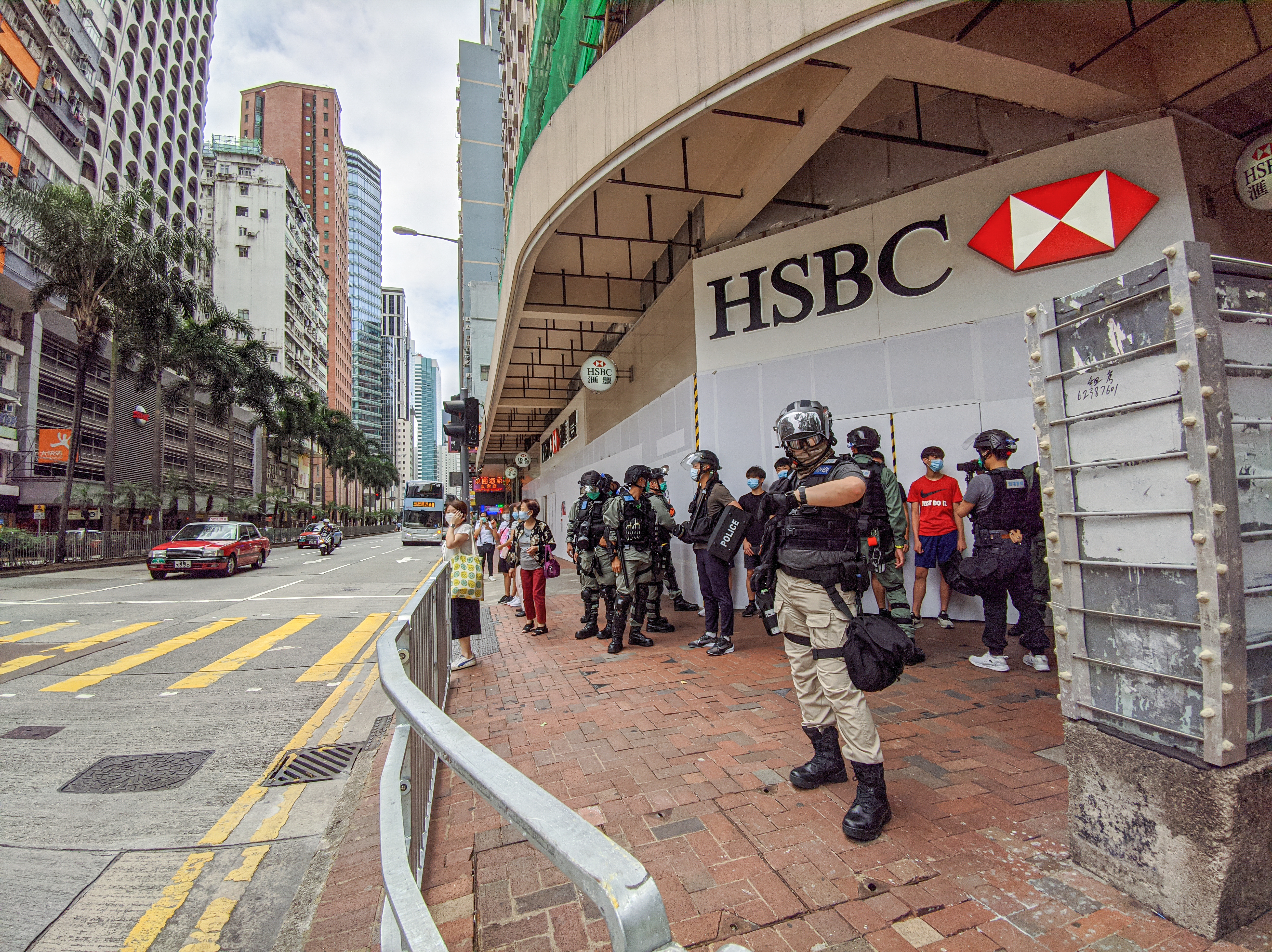
中午時分，在灣仔熙華大廈滙豐銀行外，多名示威者被警員截查
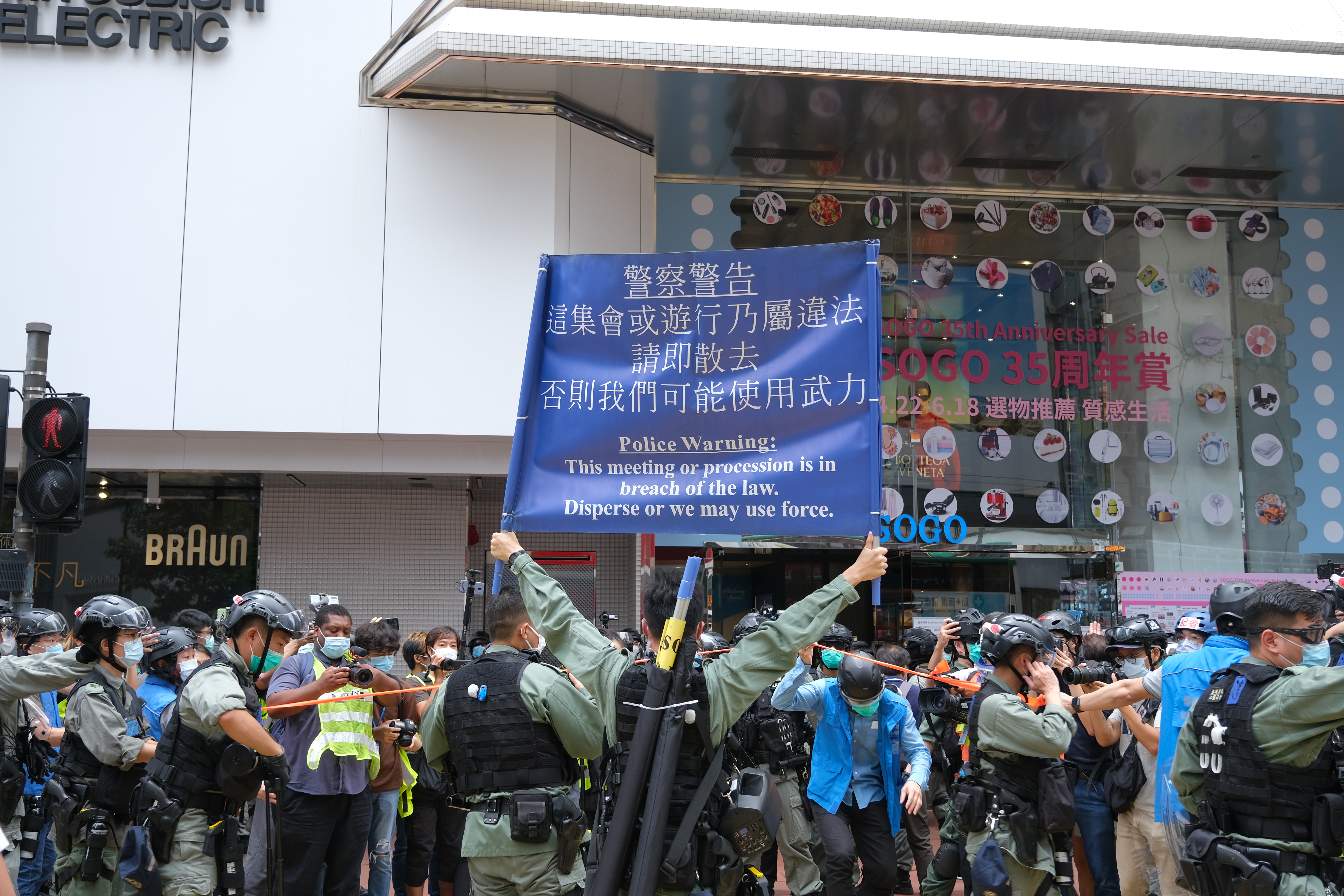
中午12時57分，警員在崇光百貨外舉起藍旗
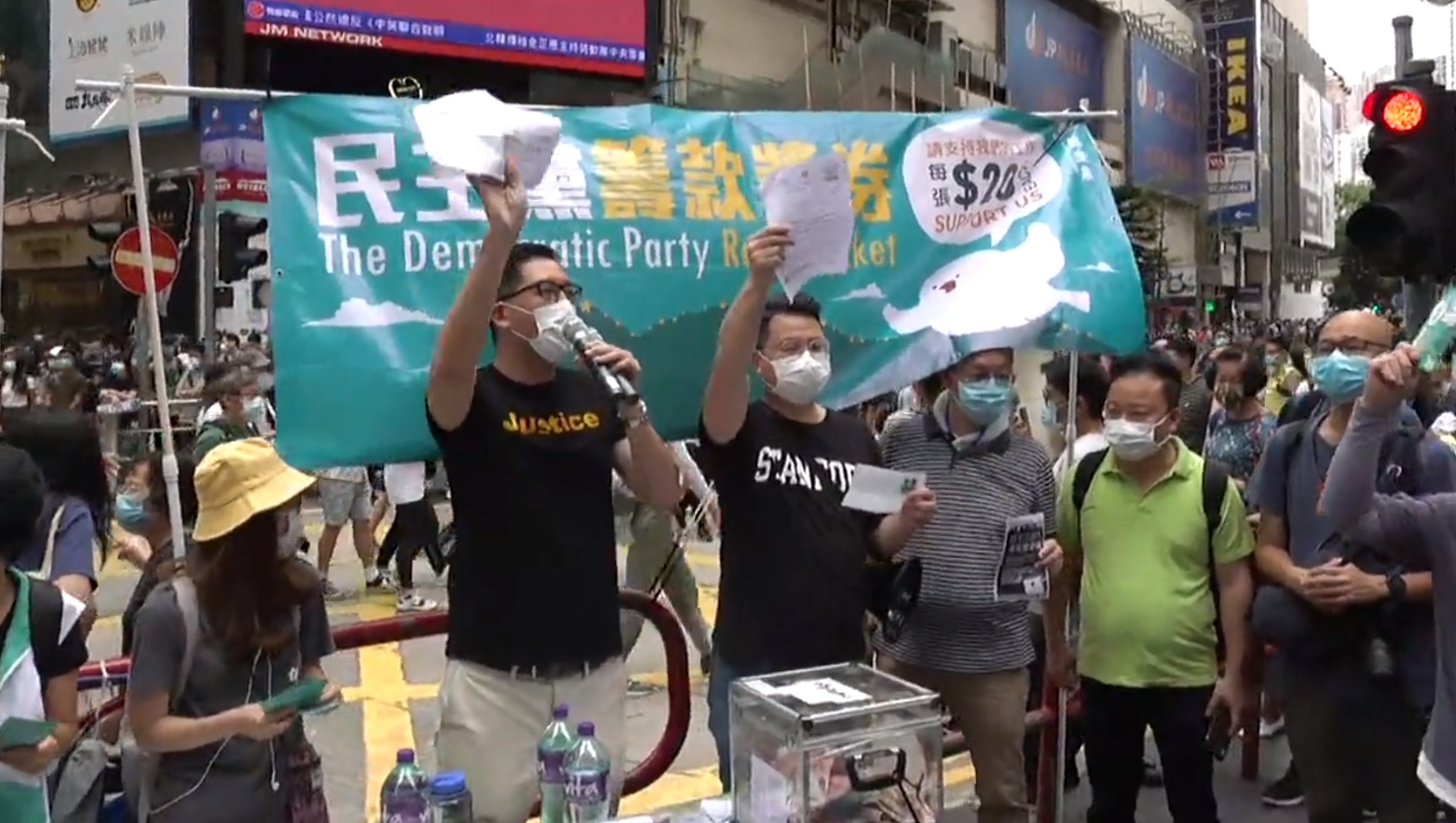
近下午1時，民主黨議員林卓廷、尹兆堅在記利佐治街設街站.
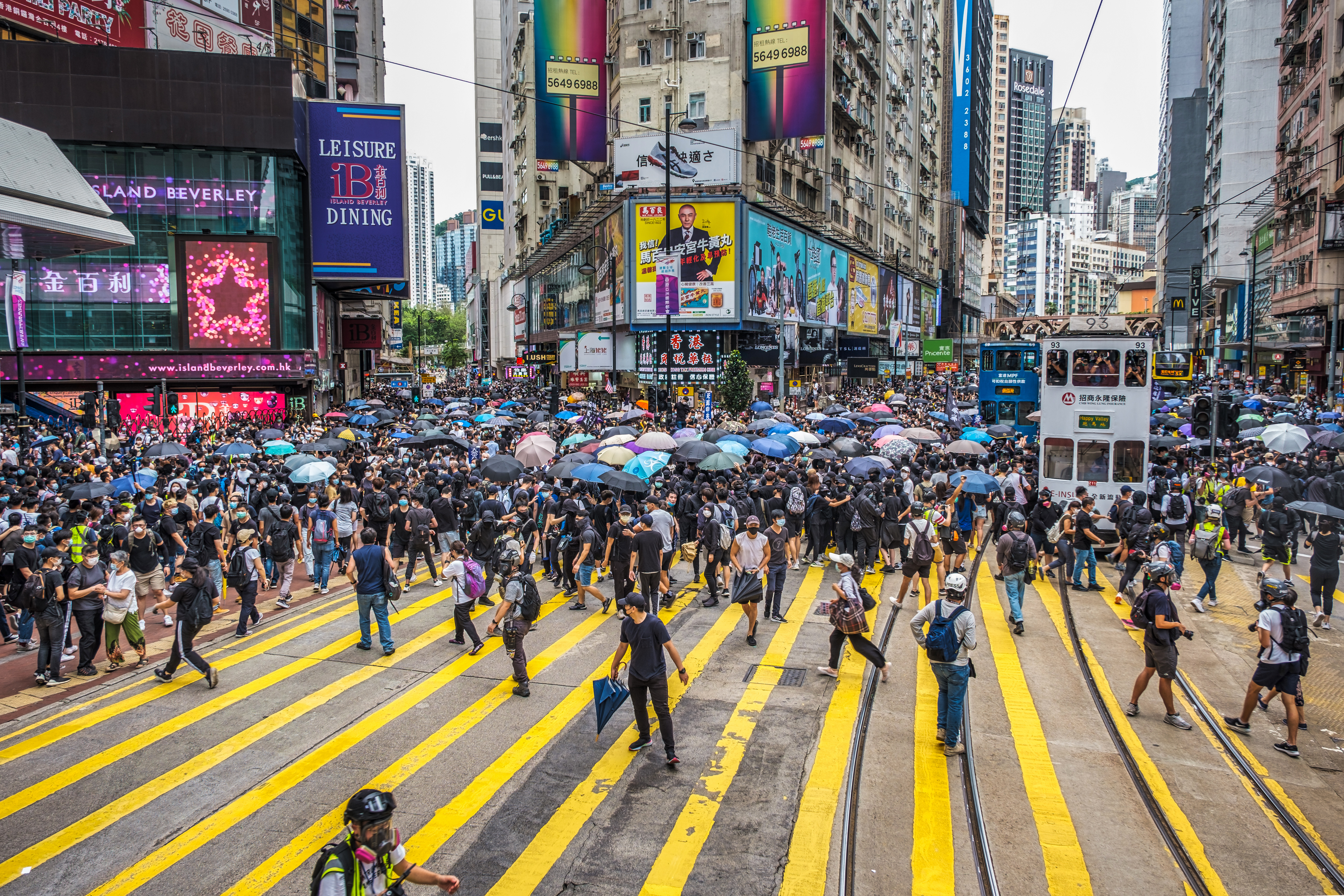
下午1時半，在銅鑼灣的示威者佔據軒尼詩道行車線
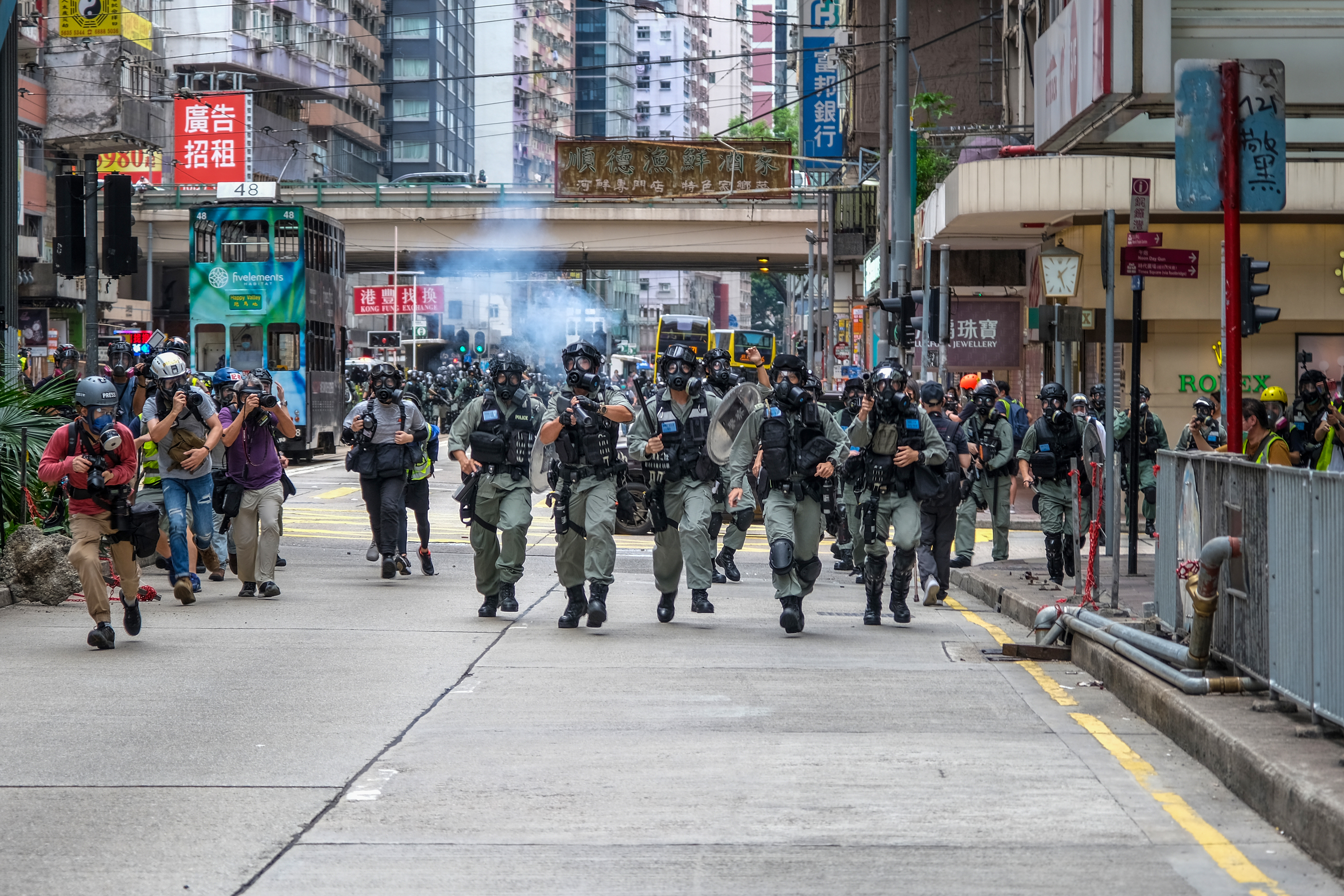
防暴警察在銅鑼灣軒尼詩道施放催淚彈
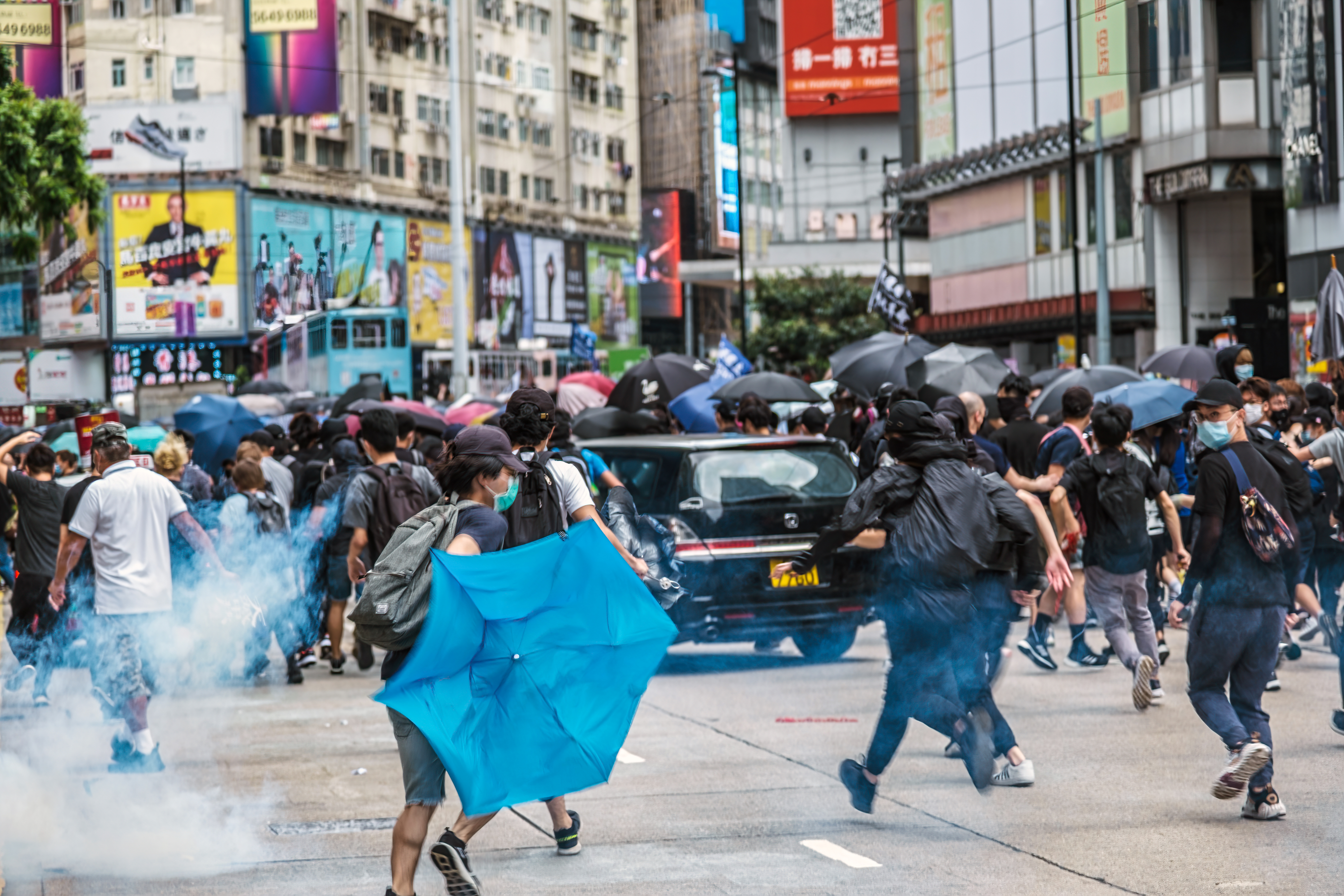
警方施放催淚彈後，遊行人士四散
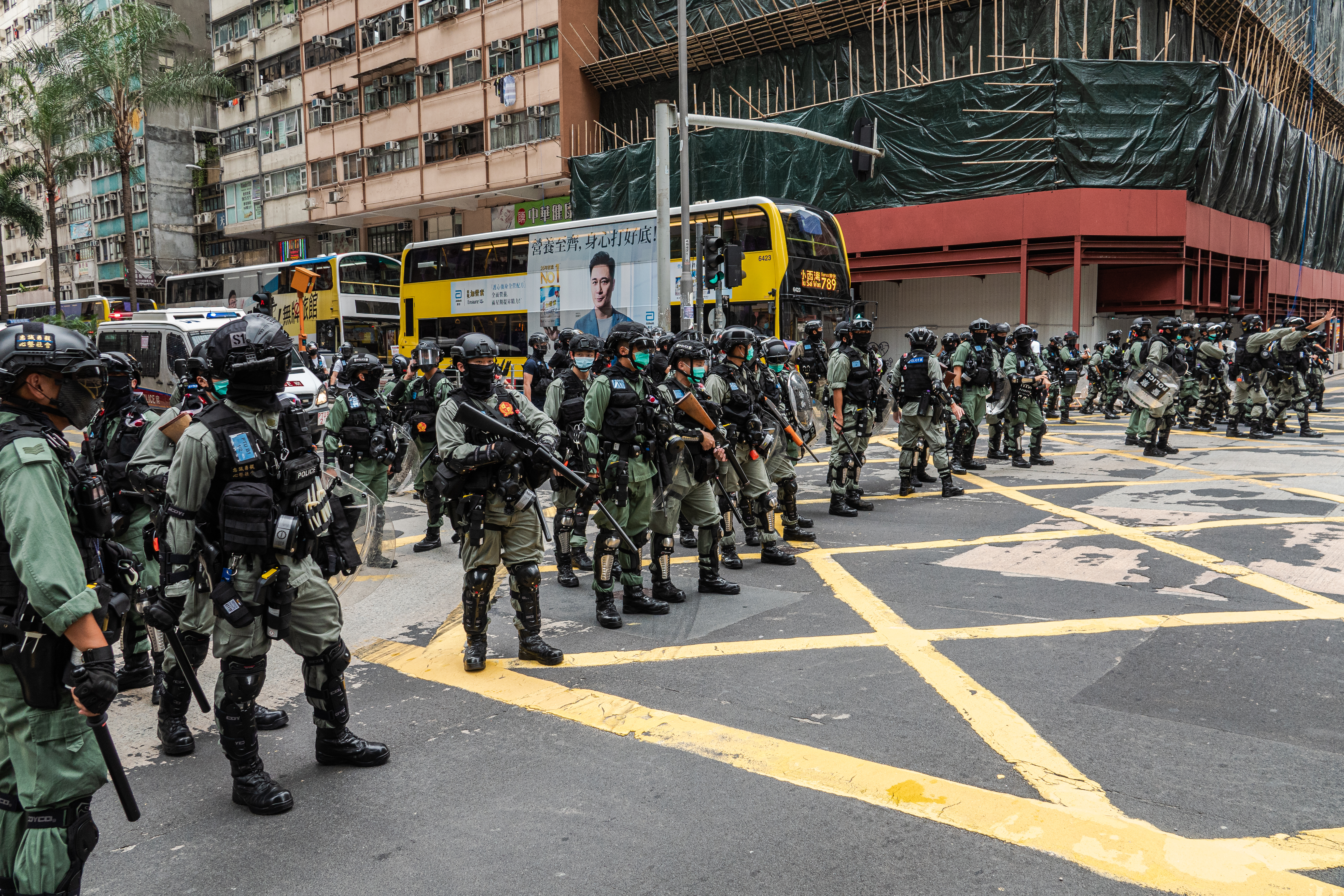
在灣仔軒尼詩道，大批防暴警察一字排開

下午1時45分，警方派出水炮車及銳武裝甲車駛到灣仔英皇集團中心對出。下午2時左右，防暴警要求身處糖街的行人及記者向後退，又有防暴揮動警棍及胡椒噴霧，但被上司勸停。此外，於灣仔道的示威者又再聚集，隨即有防暴警察向人群射胡椒彈。亦有大批市民走出銅鑼灣告士打道，沿著灣仔方向前行，有示威者行車線上擺放水馬等雜物，但警方很快施放催淚彈驅散。在同一時間，警方再於銅鑼灣崇光百貨外及灣仔杜老誌道高舉藍旗；又在駱克道舉橙旗警告。警方水炮車及銳武裝甲車停泊於杜老誌道。另一批示威者走出波斯富街與軒尼詩道交界，向灣仔方向前進。水炮車及銳武裝甲車推進至鵝頸橋底不斷來回示警。下午約3時，40歲律師陳子遷於銅鑼灣禮頓道近保良局位置看見有示威者堵路，遂上前理論，之後與示威者爭執，繼而被3名示威者拉扯及用拳腳、雨傘襲擊。到3時07分，在銅鑼灣的警方水炮車向鵝頸橋底發射水柱，其後於銅鑼灣廣場外舉黑旗警告，並施放兩枚催淚彈。
到3時20分，部分示威者走到鴻興道香港遊艇會海傍，但被警方前後包炒，約40人當場被捕。到3時20分，有人在希慎廣場外焚燒雜物，並馬路放置自製「軚釘」，警方再施放催淚彈驅散。
下午4時許，銅鑼灣I.T時裝店櫥窗玻璃被示威者打爛，玻璃碎片散落一地，店內的模特兒人偶更成為路障。之後警方於鵝頸橋底持續發射多輪胡椒噴霧及胡椒彈球，並對示威者作出拘捕，最少有30名市民被警方截查，包括義務急救員。一名小童於柯布連道被胡椒彈球打中，留有紅印，狀甚痛苦，義務急救員遂為其治理。民主黨立法會議員許智峯到場呼籲警員冷靜。到4時半，警方在崇光百貨外制服多人，約80人被捕，包括身穿反光衣的義務急救員，之後帶上白色旅遊巴。
到下午5時，駐守於崇光百貨門外的防暴警員突然向前衝，期間至少有兩名男子被警員制服拘捕。立法會議員許智峯表示有多名立法會議員及區議員協調期間曾遭警員惡意對待，禾輋邨區議員李志宏和石塘咀區議員葉錦龍更被警方拘捕。

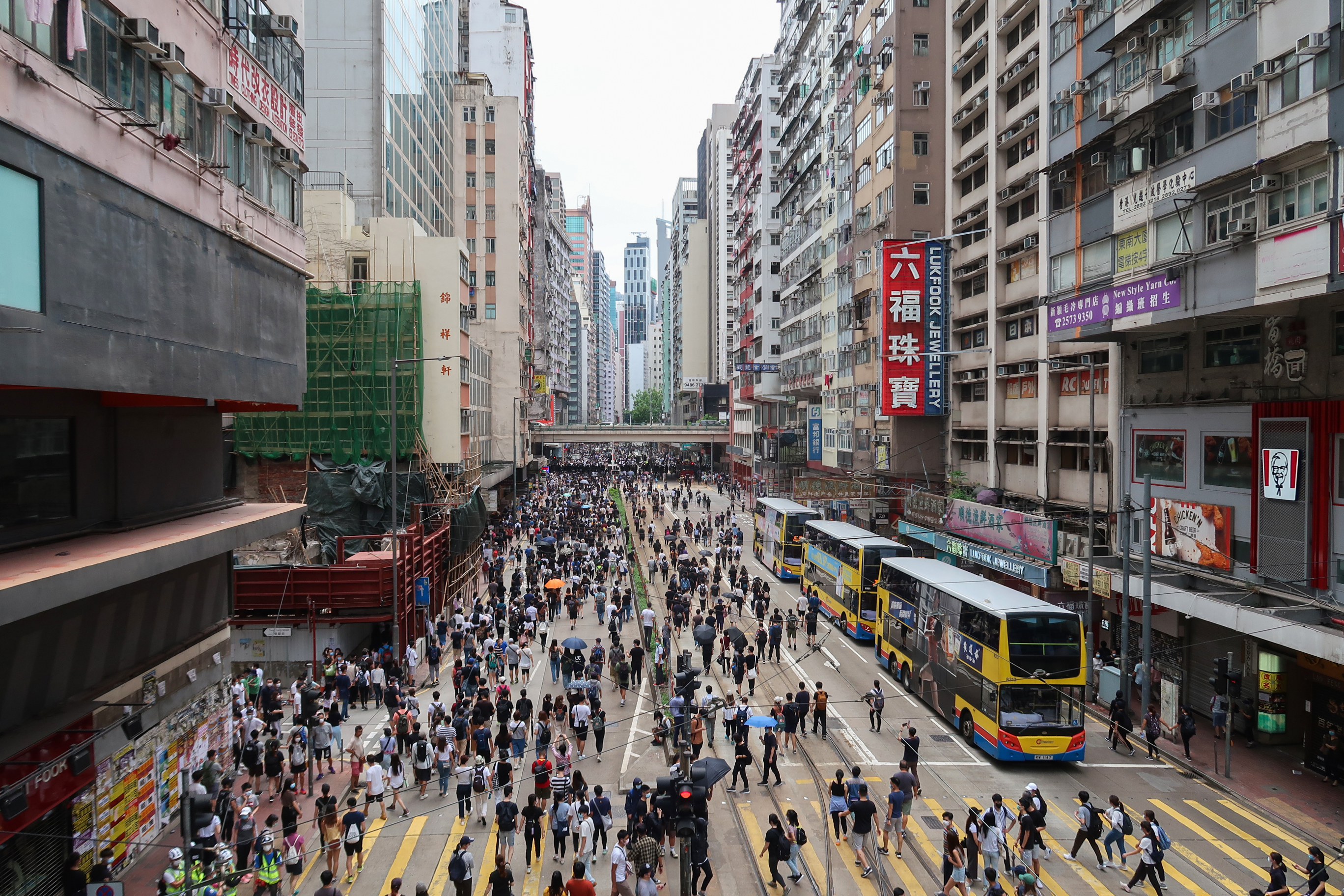
下午近2時，示威者走出波斯富街與軒尼詩道交界，向灣仔方向前進
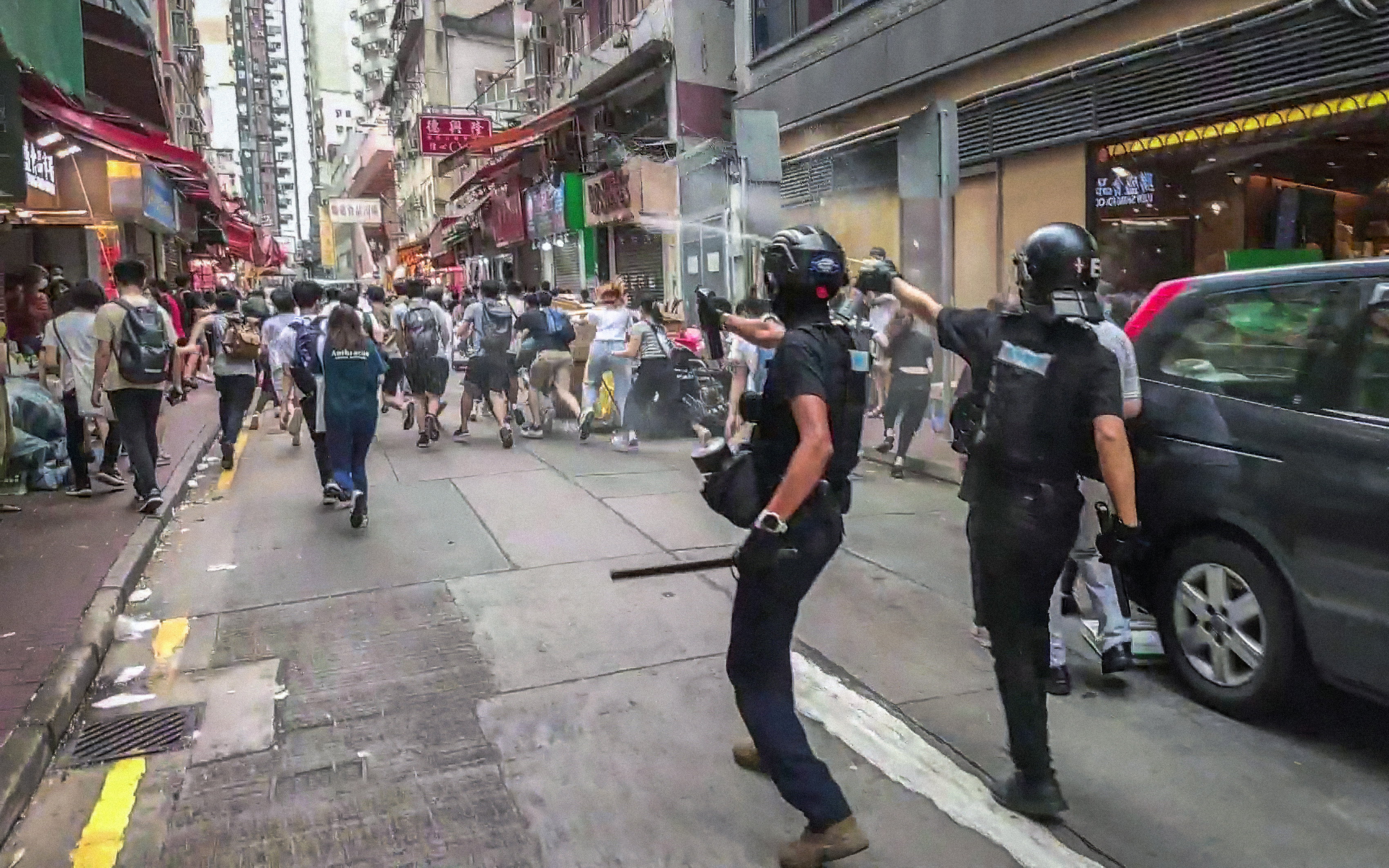
警員在寶靈頓道向示威者噴射胡椒噴霧
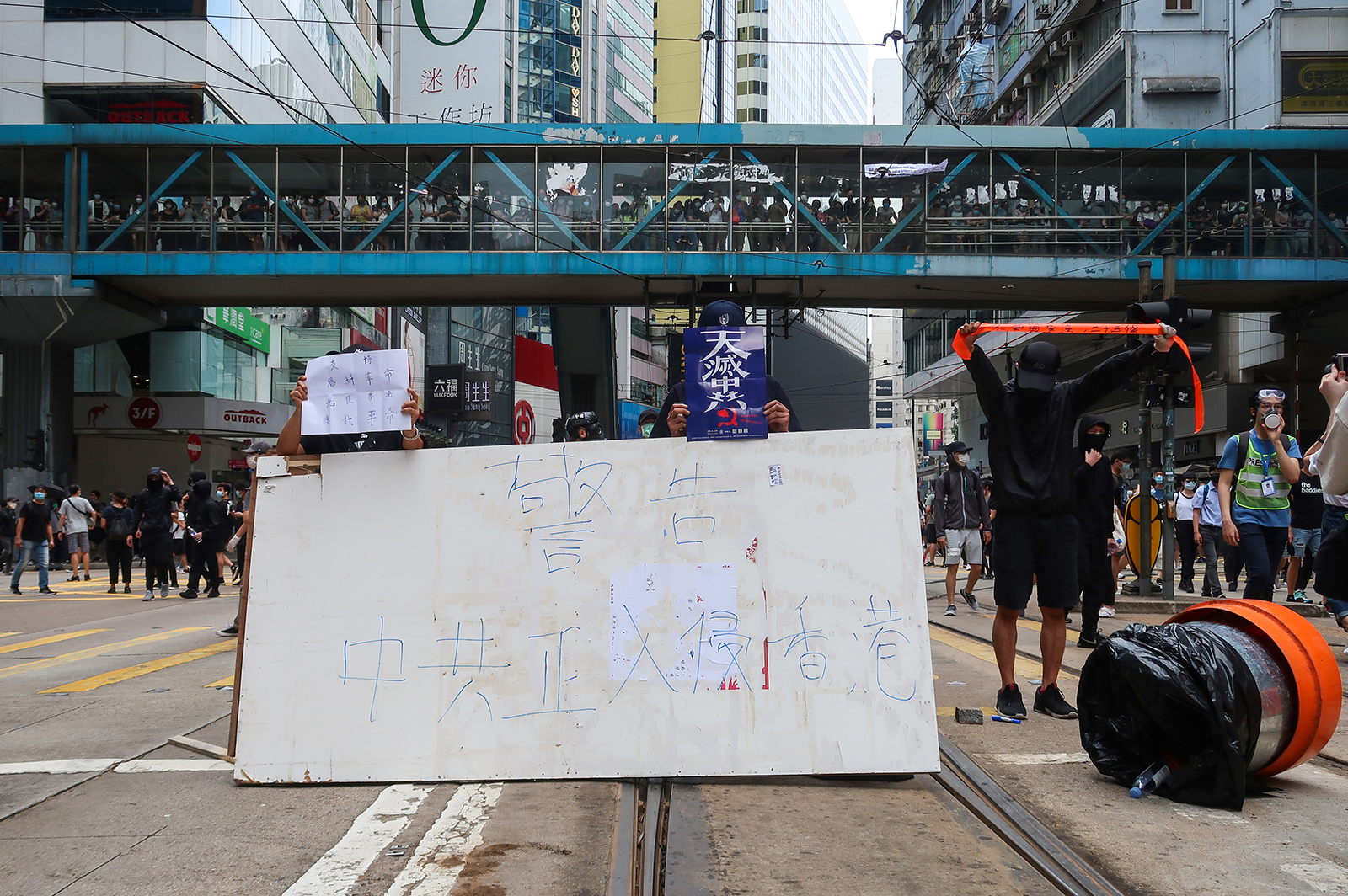
示威者在木板寫上「警告 中共正入侵香港」
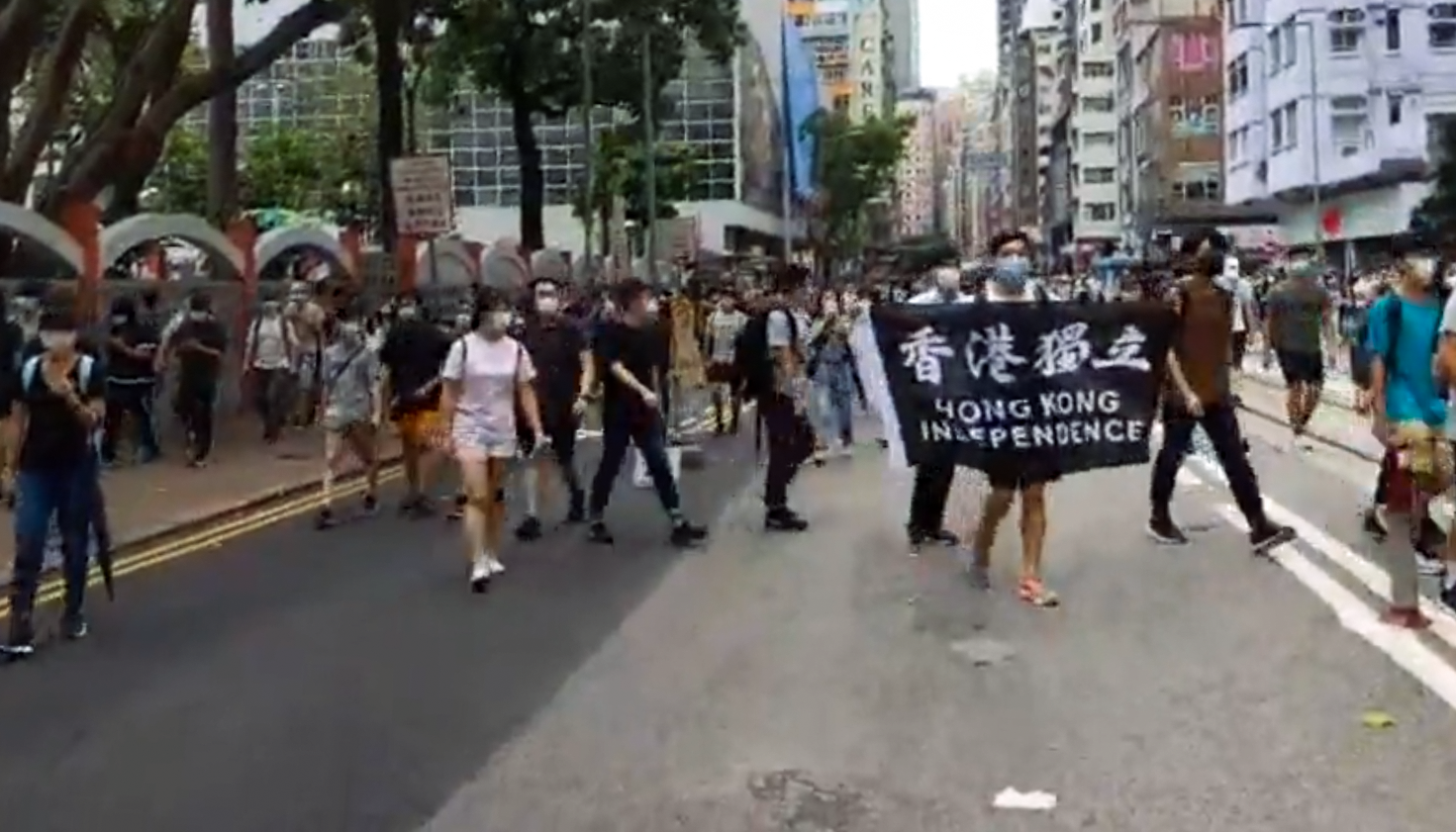
莊士敦道的遊行人士舉起「香港獨立」旗幟
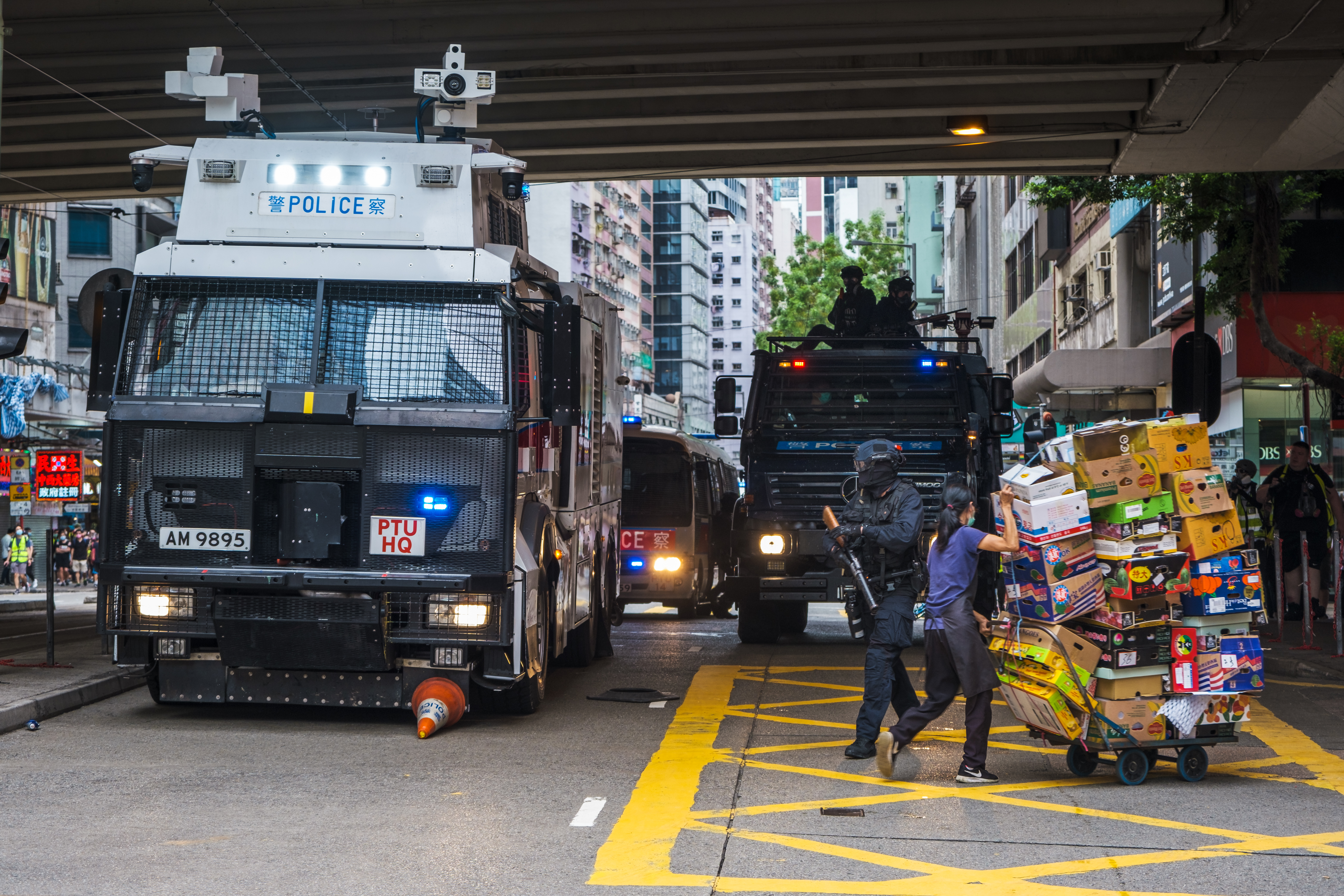
下午2時44分，水炮車及銳武裝甲車推進至鵝頸橋底
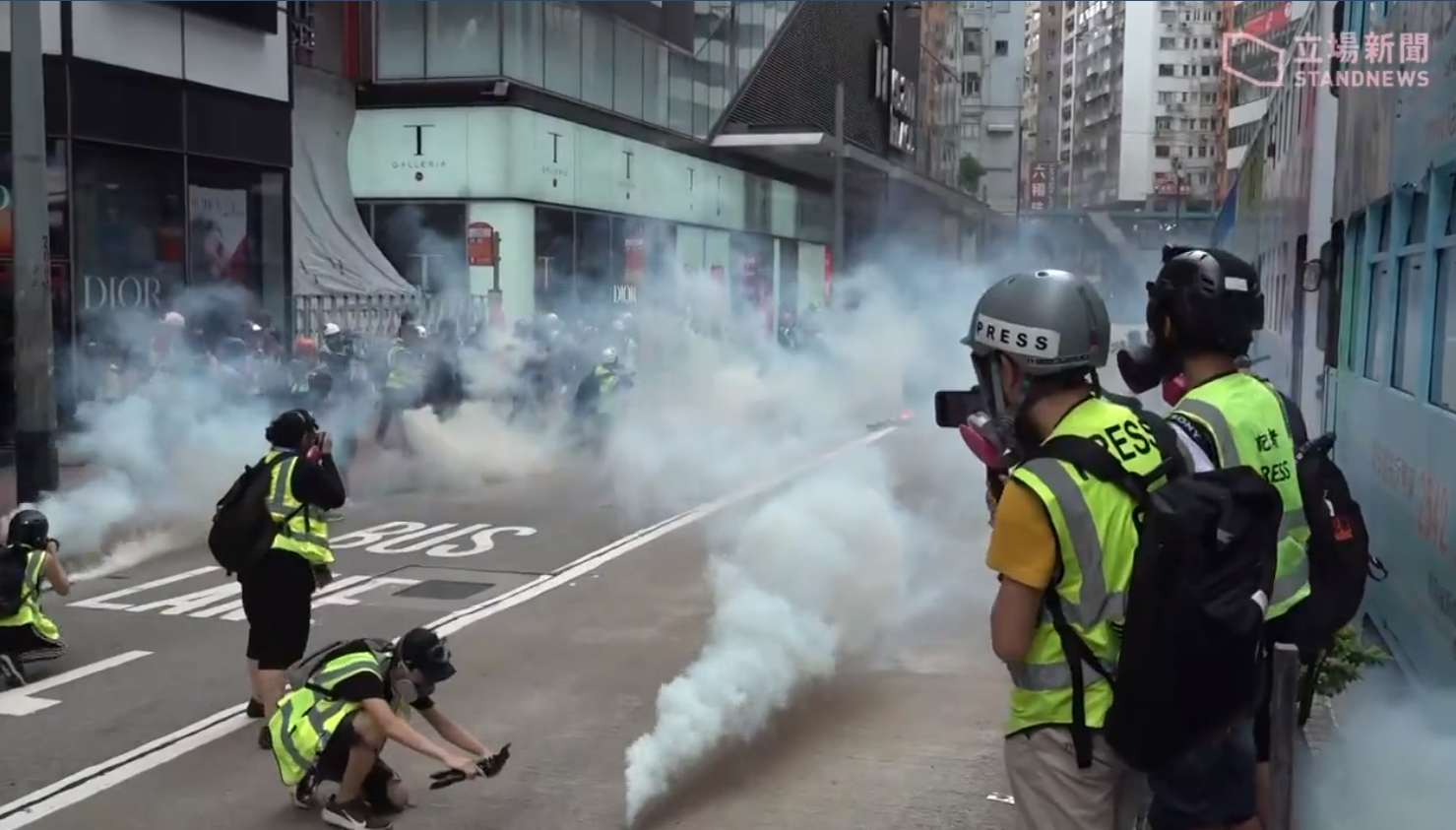
3時20分，有人在希慎廣場外焚燒雜物，並馬路放置自製「軚釘」，警方再施放催淚彈驅散
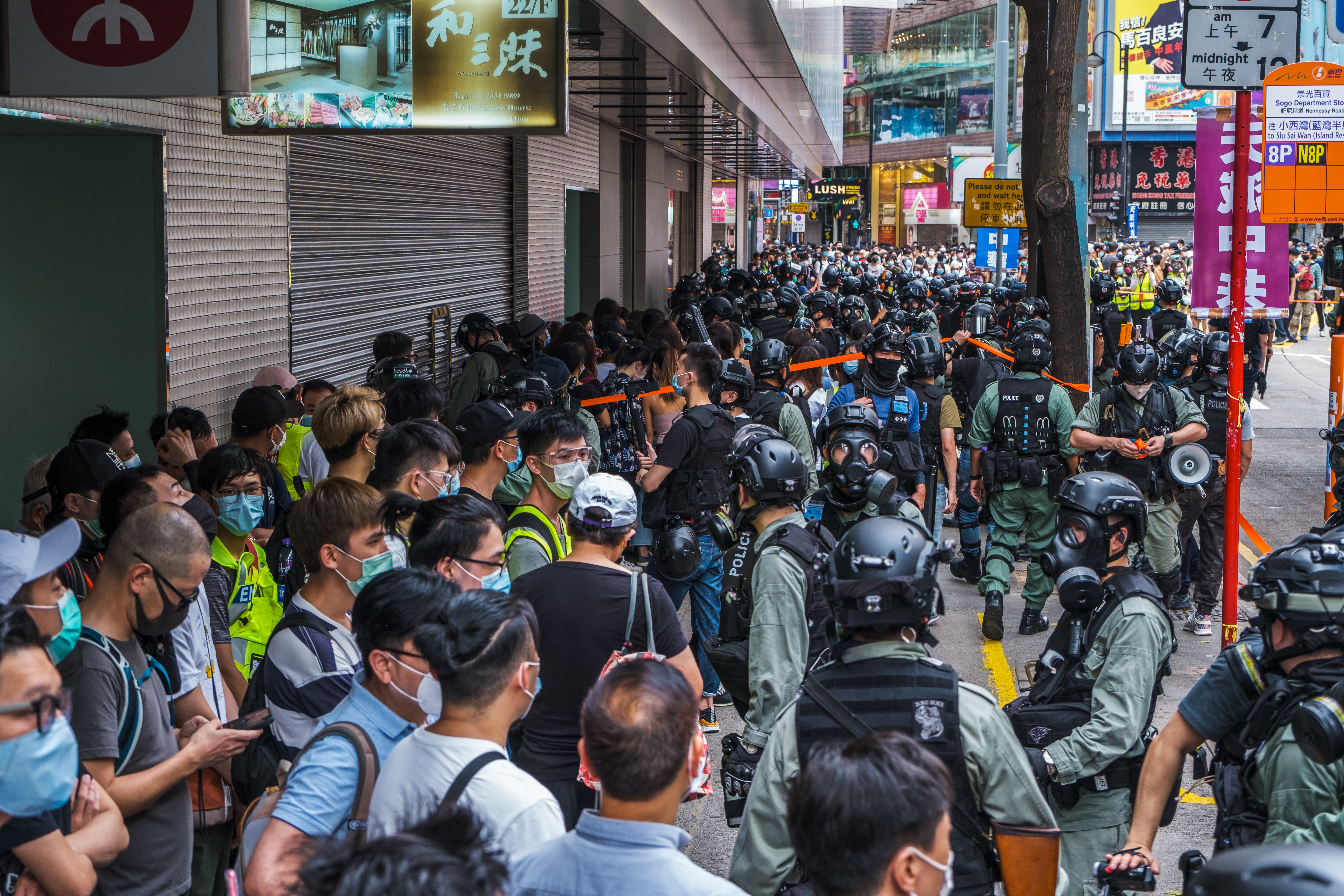
警方在崇光百貨外制服多人，約80人被捕，包括身穿反光衣的義務急救員
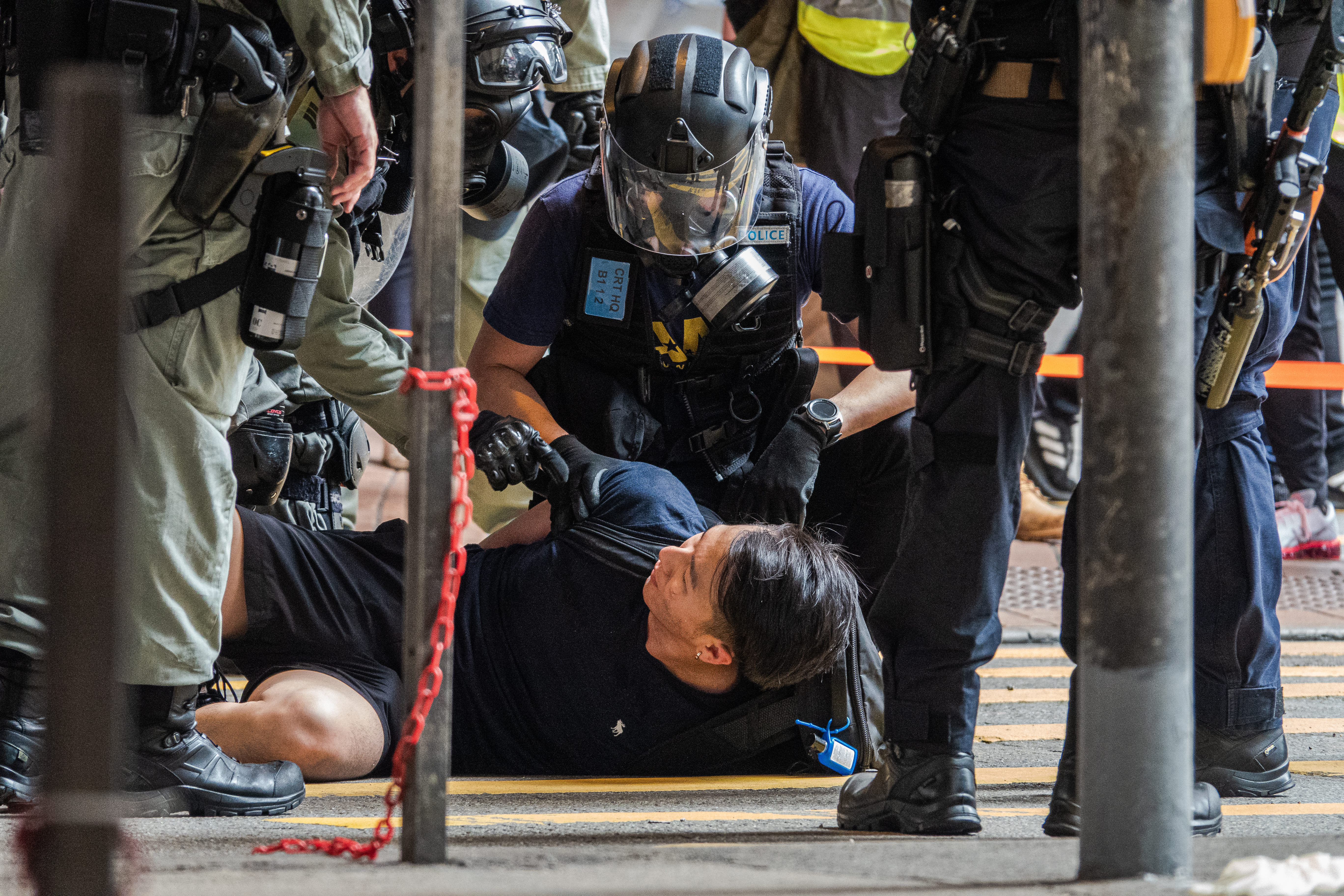
下午4時許，警方於鵝頸橋底制服市民
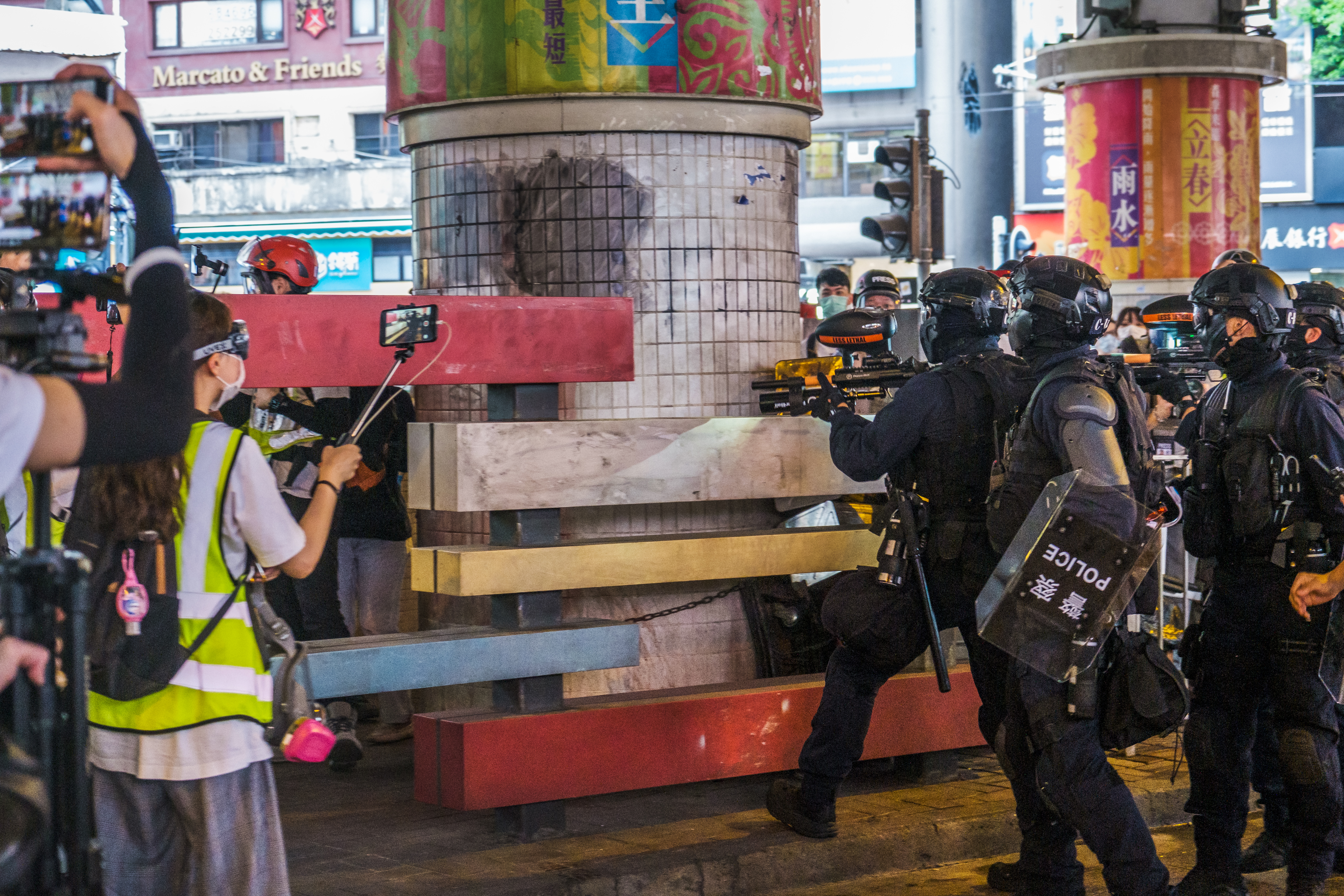
鵝頸橋底的速龍小隊舉槍指向記者
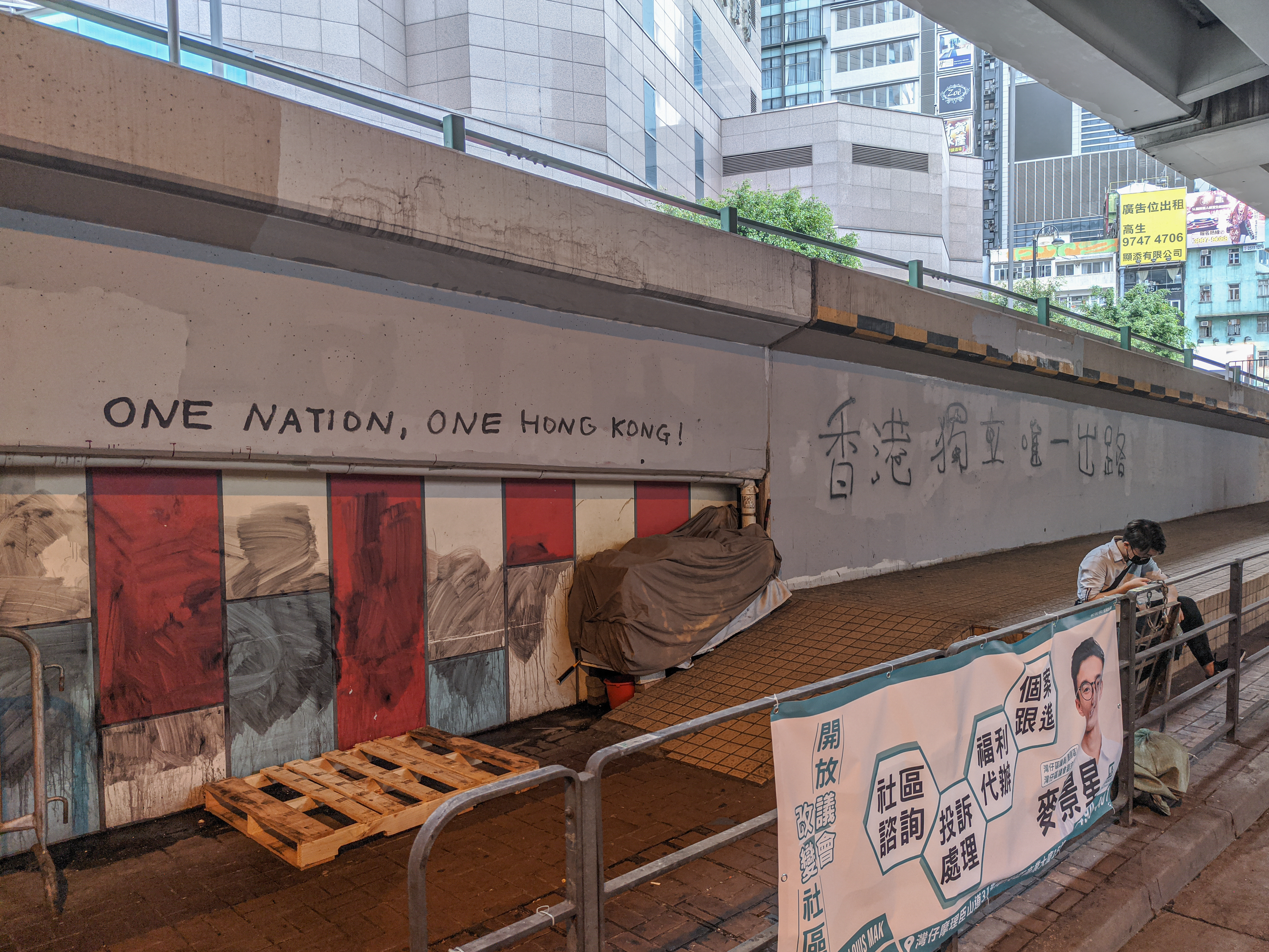
鵝頸橋底寫上「香港獨立，唯一出路」的塗鴉
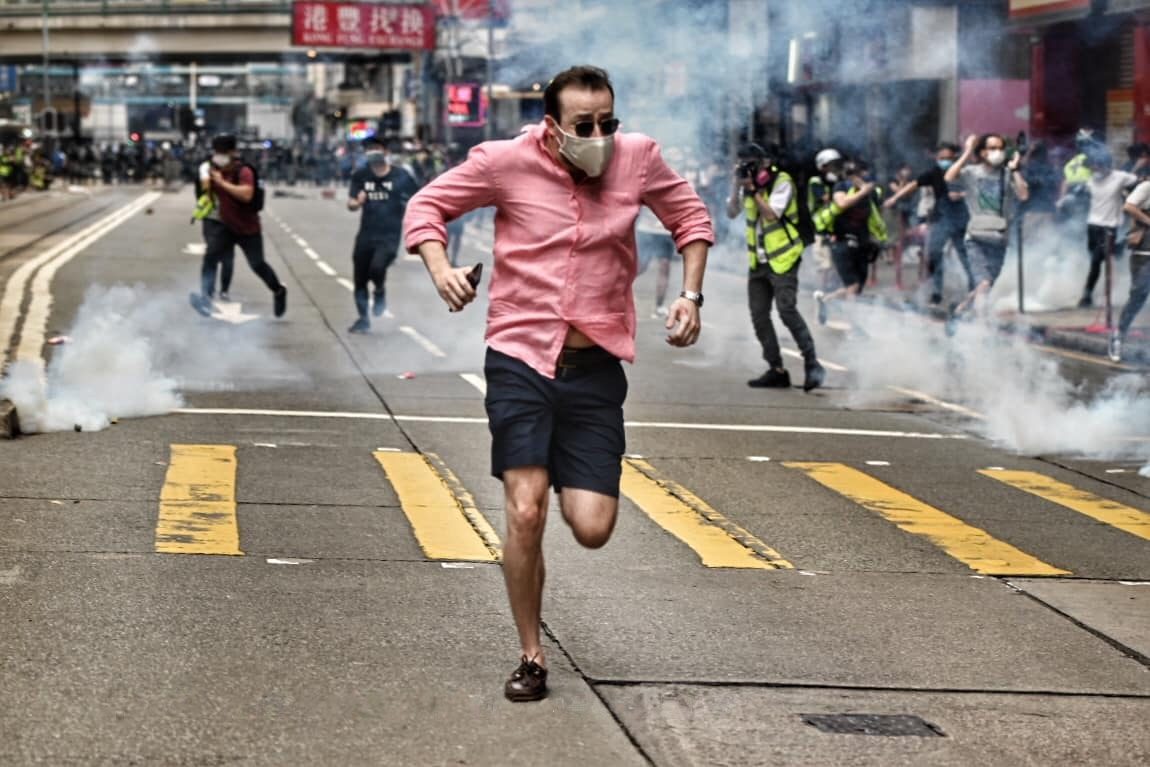
警方於灣仔軒尼詩道施放催淚彈
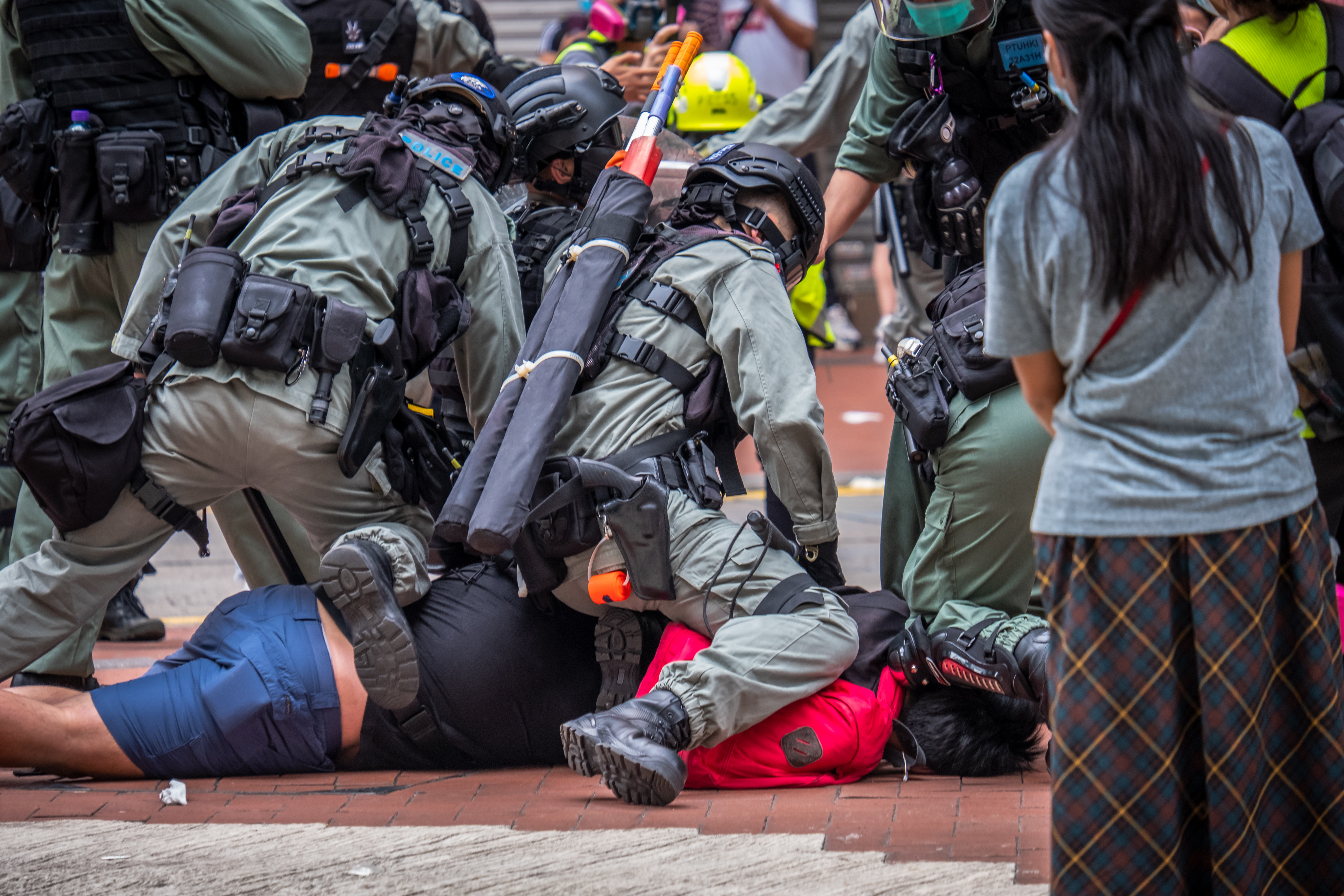
下午5時07分，怡和街對出有人制服

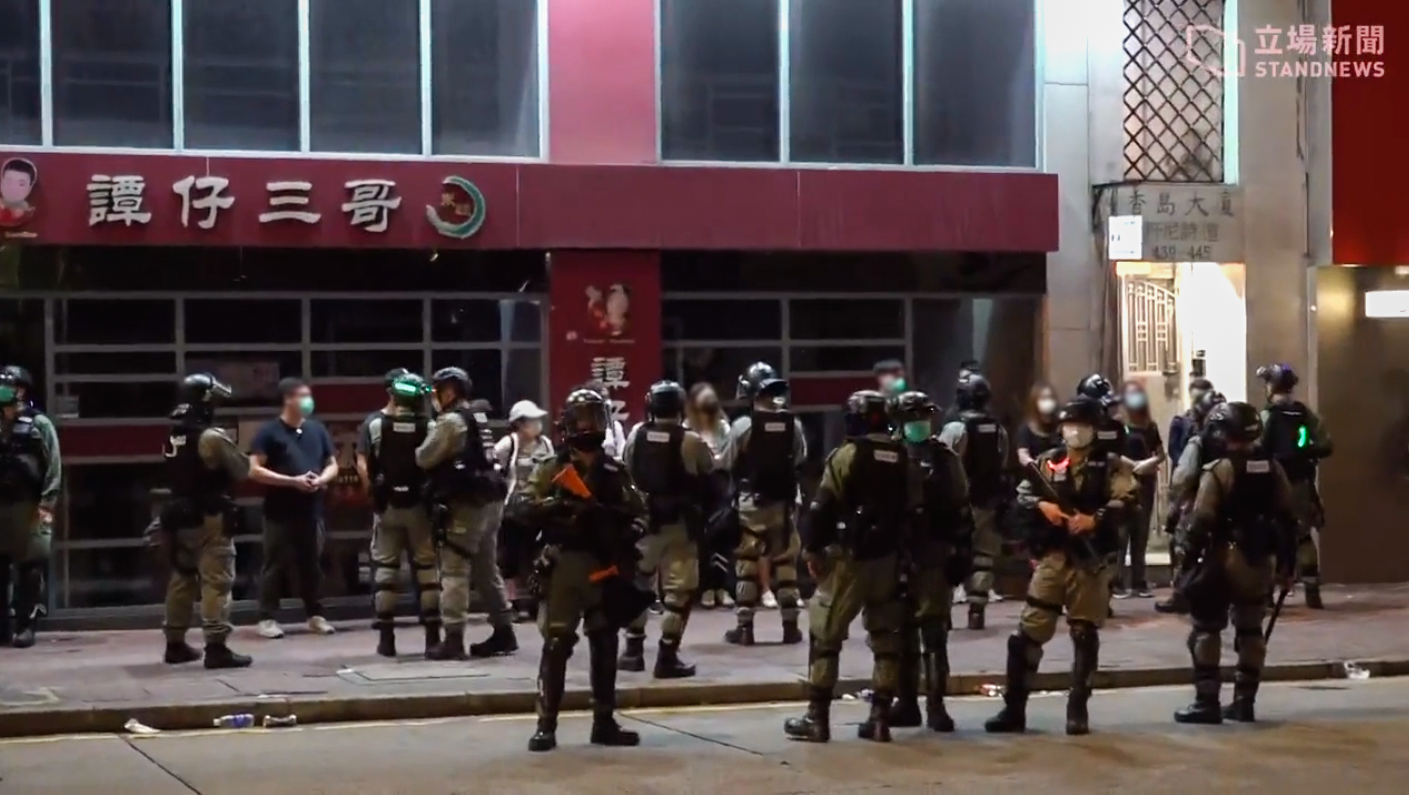
晚上9時33分，防暴警察在軒尼詩道譚仔三哥門外截查五男六女

到傍晚近7時，約50名防暴警及速龍到鵝頸橋底增援。而警方於鵝頸橋底再舉起藍旗警告，發射胡椒球彈驅趕在場聚集的市民。到7時40分，防暴警員向時代廣場方向推進，並發射胡椒球彈及施放胡椒噴劑驅散在場叫口號及唱歌的市民，最少一人被捕。一名老婦被防暴警以胡椒噴劑指嚇後情緒激動，而時代廣場停車場外的「暗角」多人被警方截查，最終九人被捕，包括一名購買日用品後路過的女子。有記者發現警員一度要求在場的義務救護員協助，同時要驅趕記者。當拘捕行動後完成，記者發現地下佈滿血跡，並遺下鴨舌帽、袋等疑屬於示威者的物品。民主黨立法會議員許智峯在鵝頸橋現場，被警員認為煽動在場市民的情緒。而許智峯表示根據《基本法》，議員和記者是有權監察警察。其後一名沒有隨身物品的男子搜身後也被捕。
到晚上9時，警員分別在鵝頸橋一帶和軒尼詩道譚仔三哥門前截查至少10多名年輕人。到晚上10時13分，防暴警將坐在路中石壆休息的群眾和另外一人推向對面馬路截查。到10時35分，警方派出交通警及工程車，於鵝頸橋一帶清理路障。

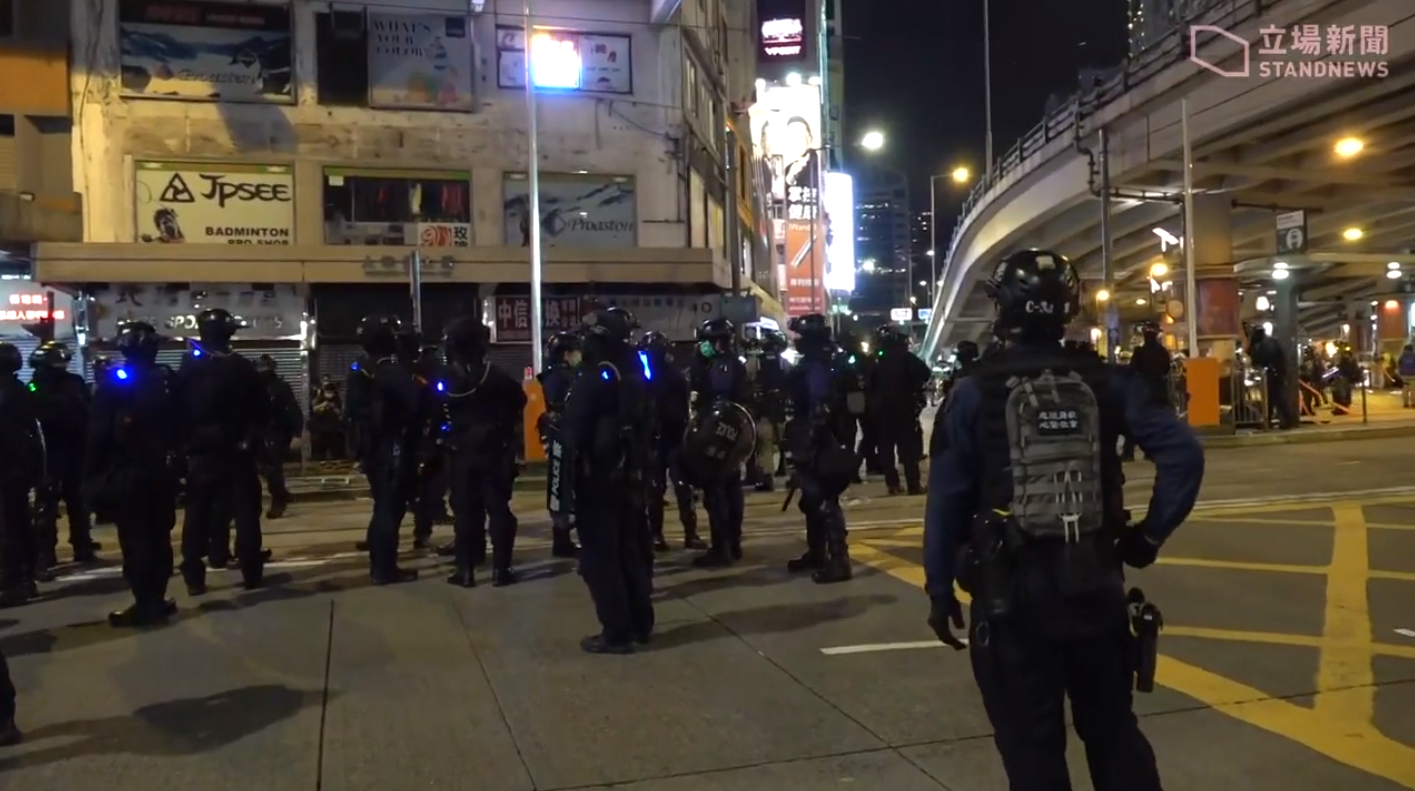
鵝頸橋底的速龍小隊增援
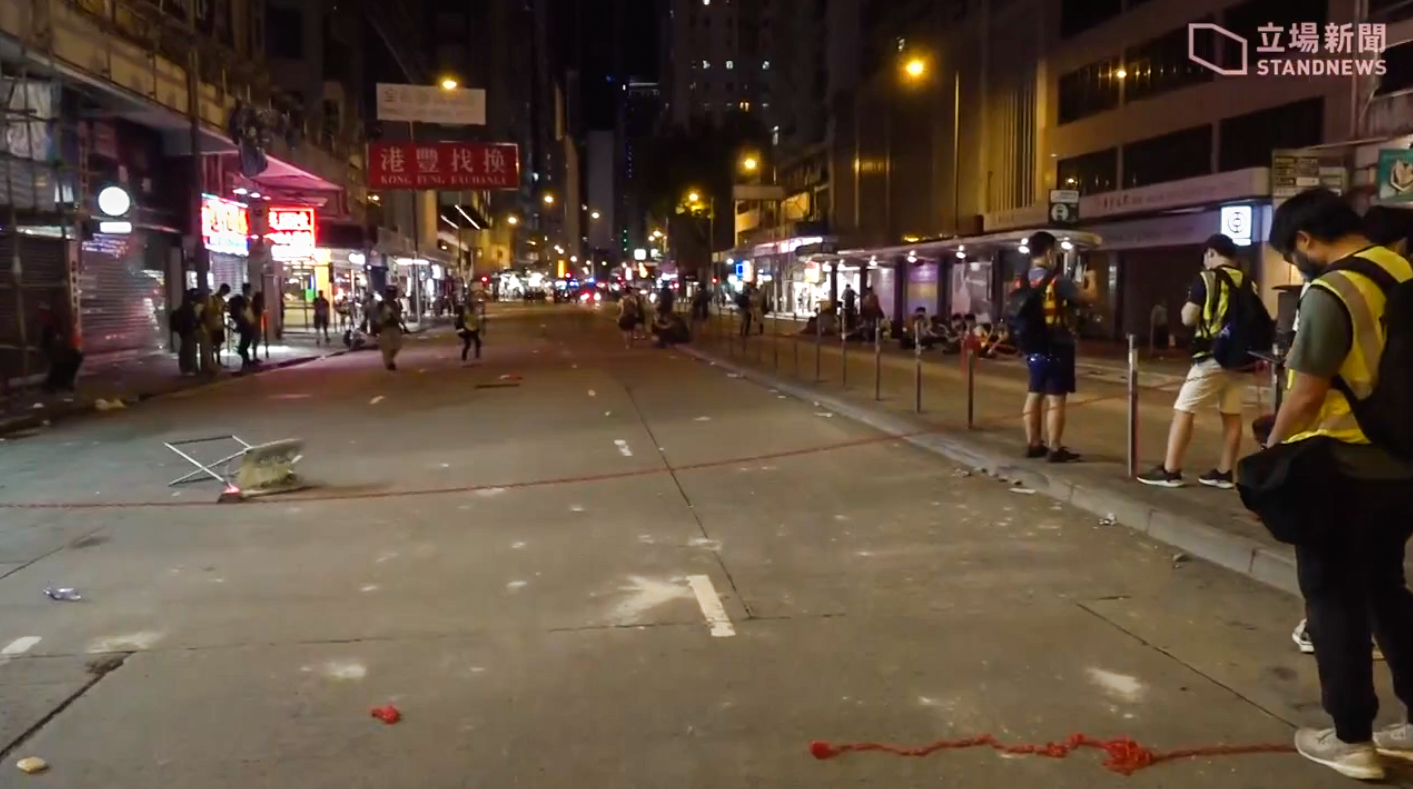
晚上的灣仔軒尼詩道
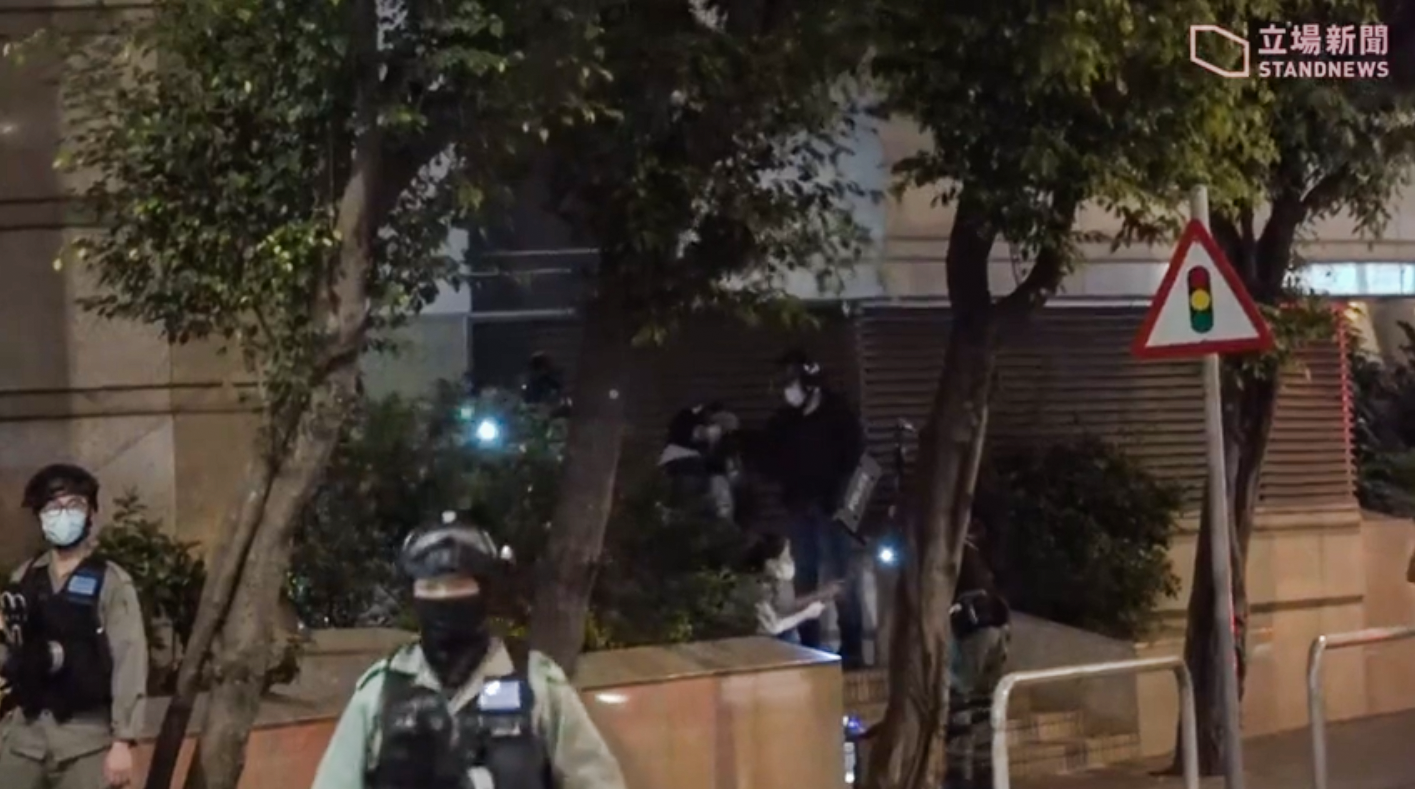
時代廣場外多人被警方截查
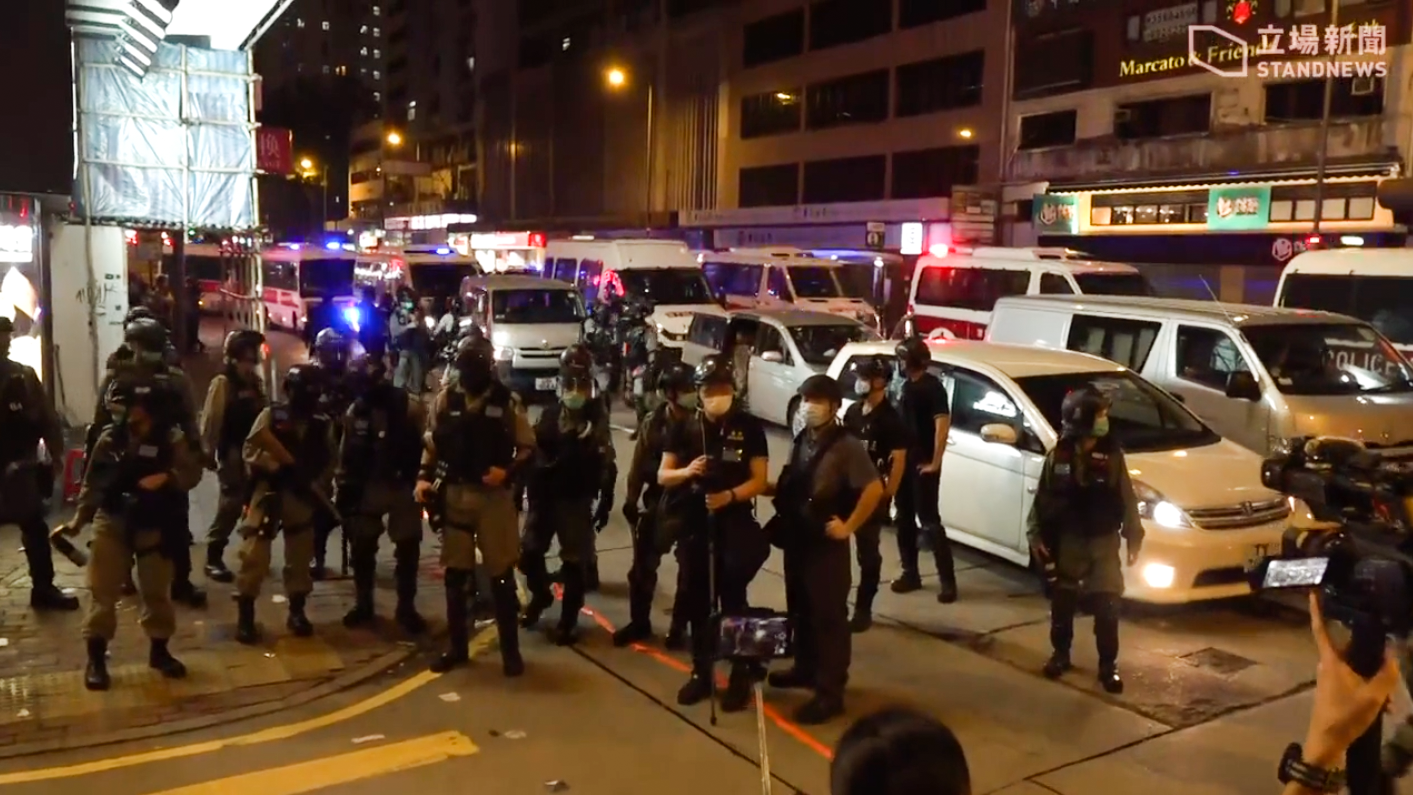
灣仔軒尼詩道有大批警車戒備
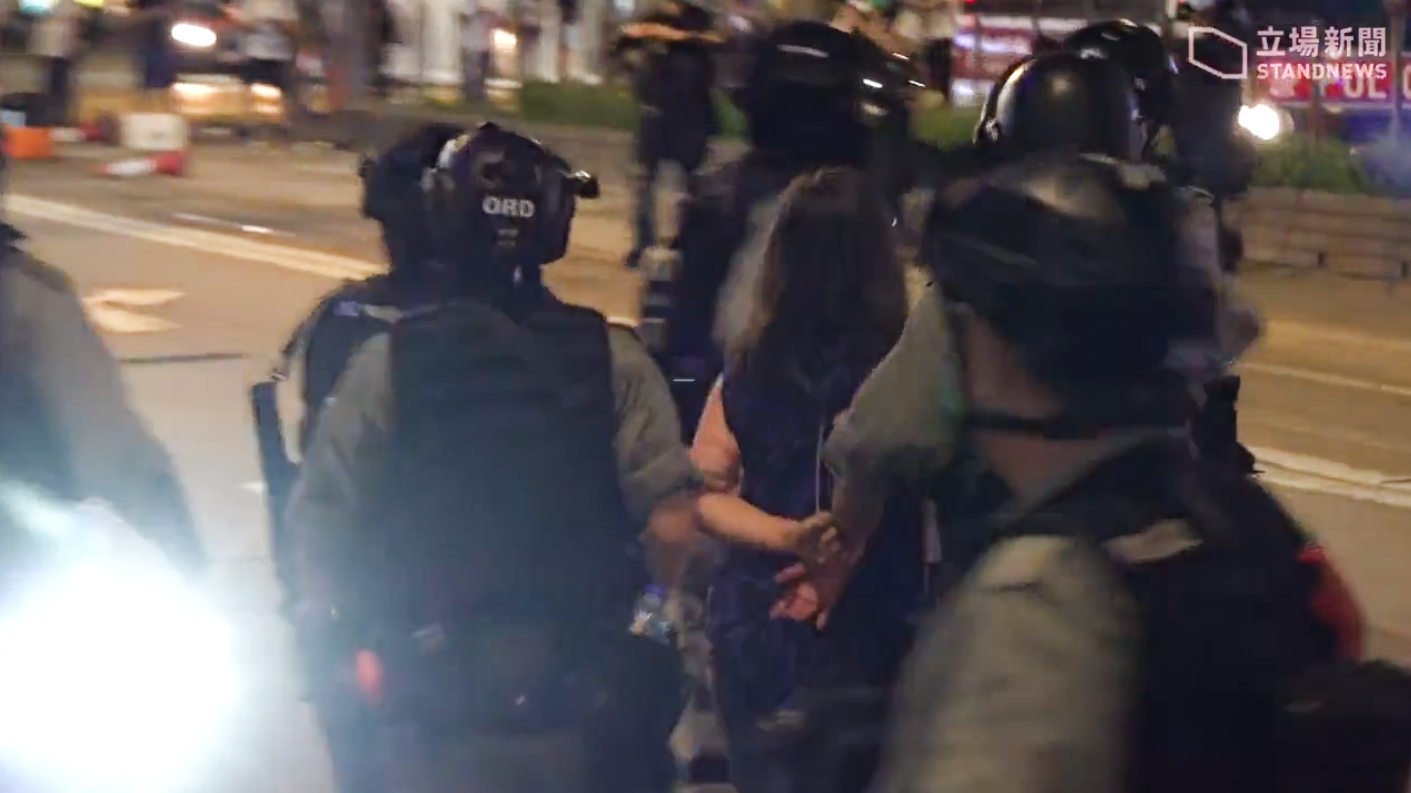
有婦女在逃跑時被捕，之後被帶走
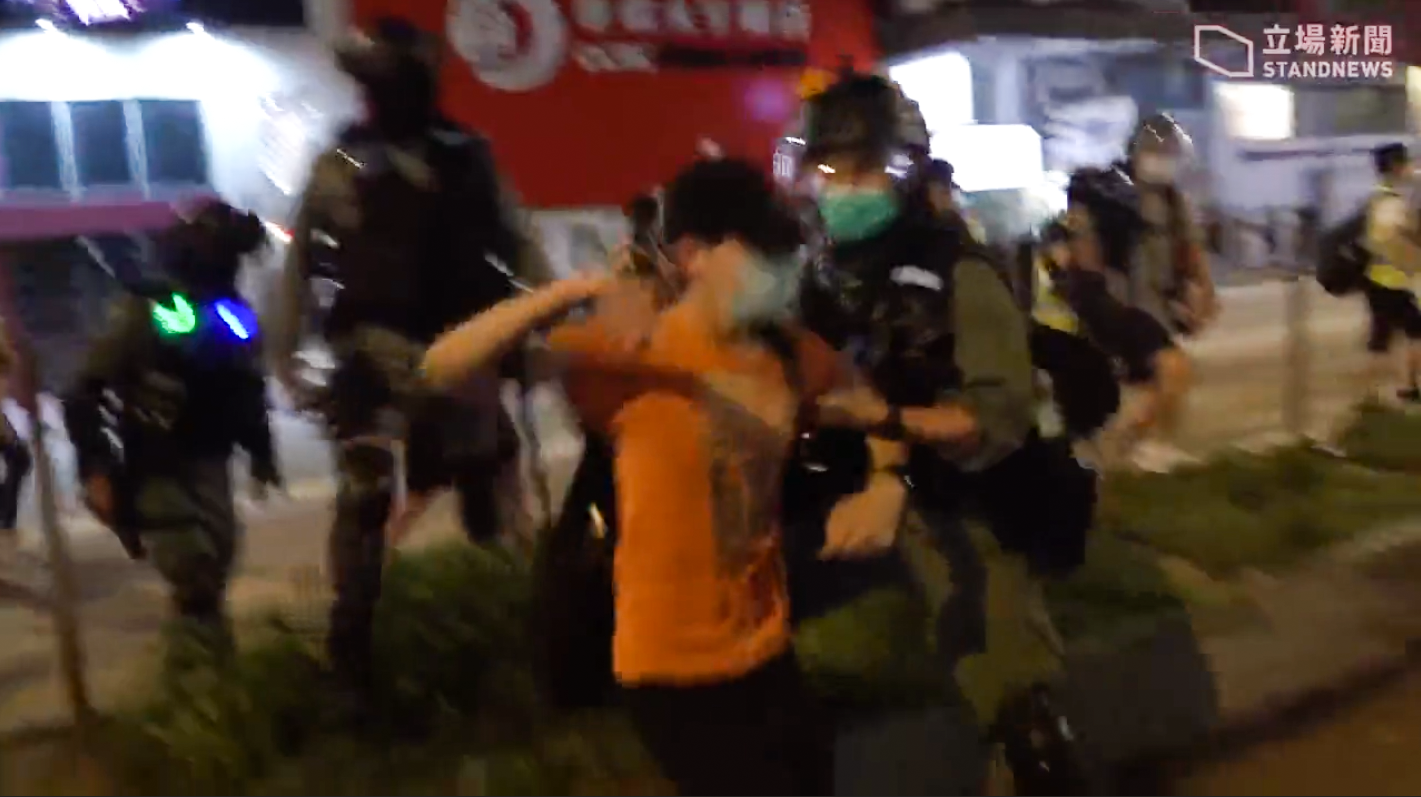
有坐在路中石壆休息的群眾，突然被警員推向對面馬路截查
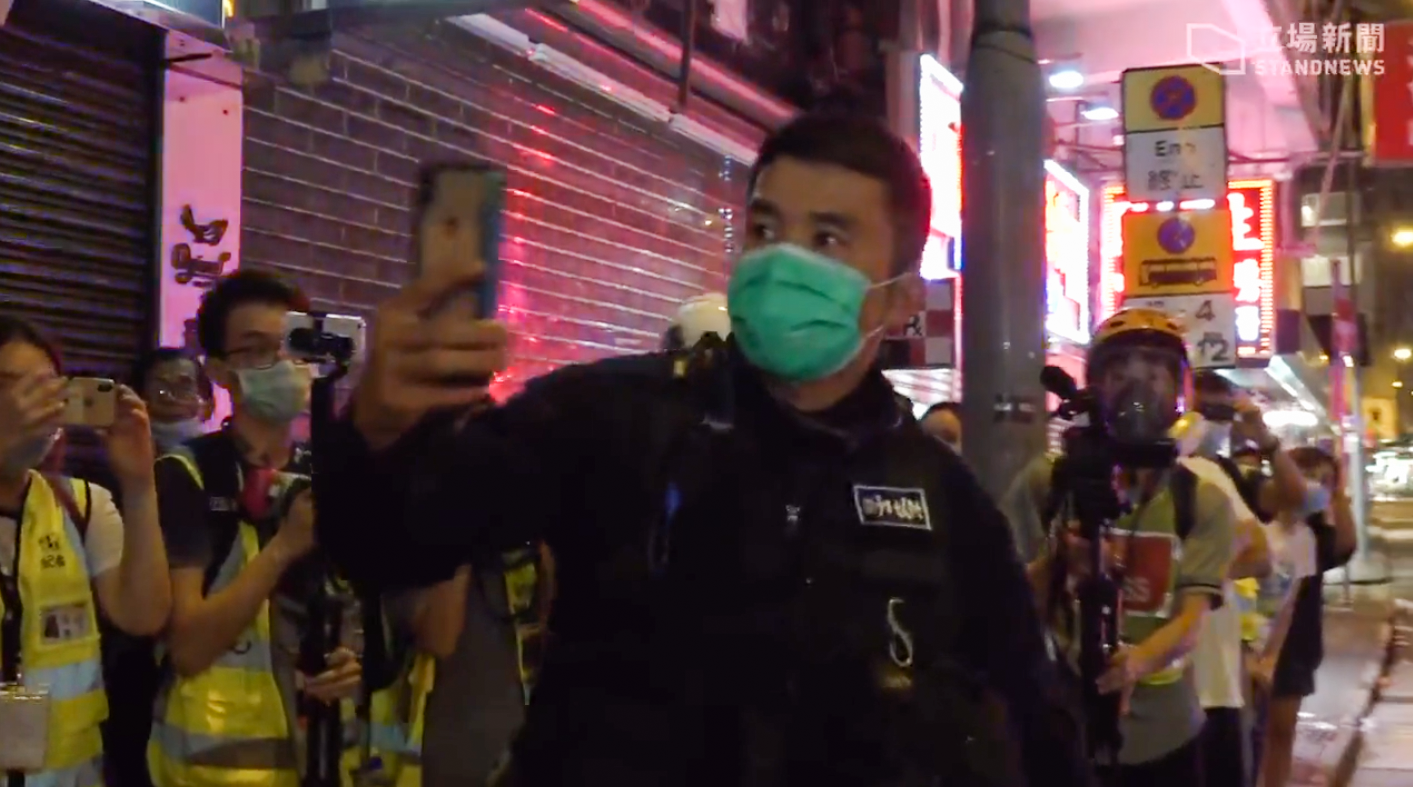
有速龍小隊成員用手機拍攝記者
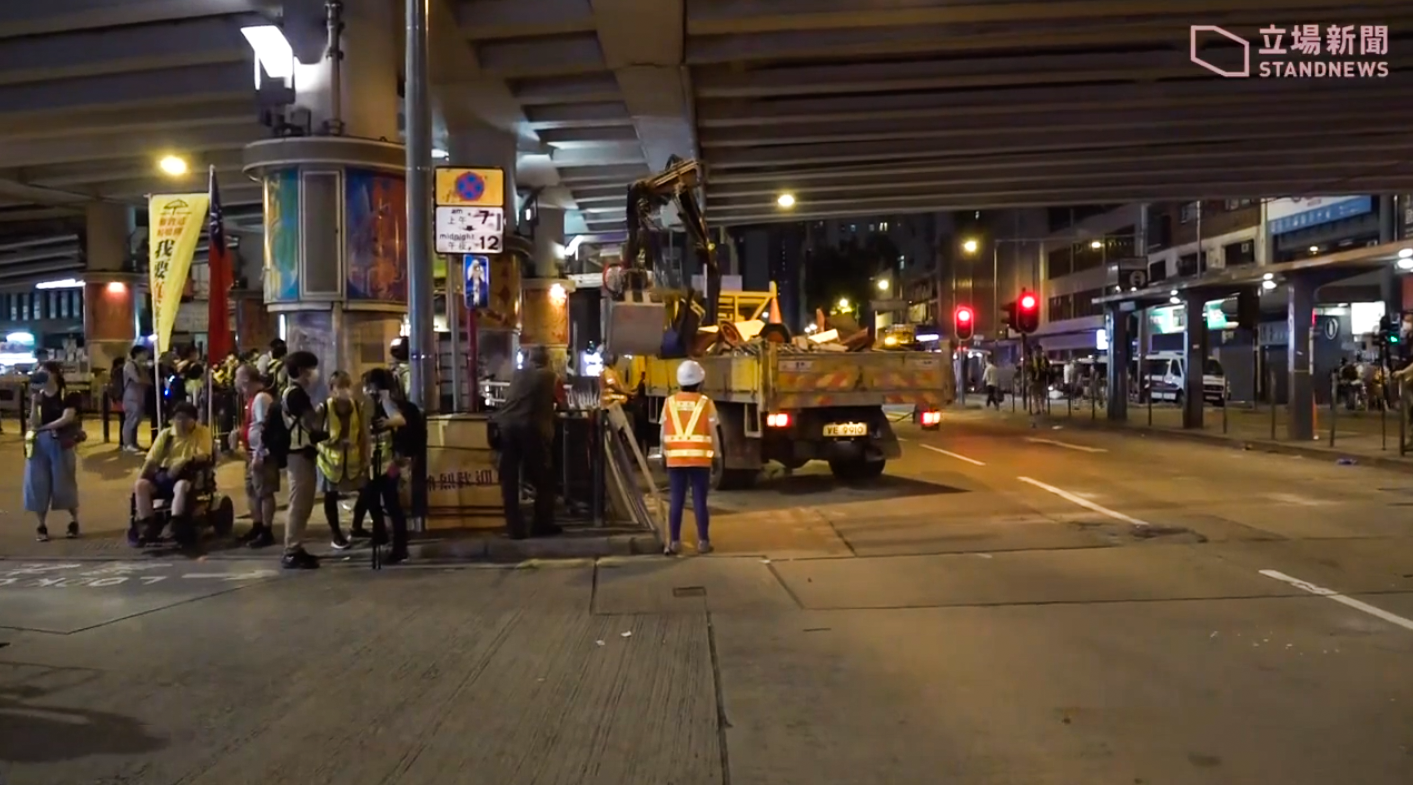
10時35分，警方派出交通警及工程車，於鵝頸橋一帶清理路障

## 外圍截查
晚上7時起，警方為阻截示威者，在紅磡海底隧道往九龍方向出入口附近設置路障，封了4條行車線，截查多輛車輛，包括的士、私家車和巴士等，部分警員更一度登上巴士，現場交通擠塞。

## 被捕和受傷數字
警方在相關地區拘捕至少193人，涉122男71女，最小僅12歲，主要涉及暴動、未經批准的集結、非法集結及公眾地方行為不檢等罪行。多名被捕人親友在北角警署外冒雨等候。
據醫管局表示，截至傍晚6時，有2男4女送至律敦治醫院，當中2男2女情況穩定，1名女子已出院。另外，一名51歲、本身有心臟病的尼泊爾籍清潔工，身處公廁時有示威者進入，疑被嚇至心臟病發送院，情況危殆。

## 法庭提堂
- 一名18男學生與朋友在金鐘添馬公園遭警員截查，搜出斜孭袋內藏有萬用刀，而友人則管有螺絲批套裝。兩人被控管有物品意圖摧毀或損壞財產罪，友人早前認罪，需還押3星期，判處24個月感化，而被告不認罪。東區裁判法院裁判官王證瑜指當時添馬公園並沒有示威，環境平靜，而警員亦沒有圍封該處，被告亦配合警員的搜查。認為沒證據顯示被告將使用萬用刀和參與當日的示威活動。不過法官拒絕被告申請訟費。[23]

- 一名29歲裝修工人被控在銅鑼灣軒尼詩道交界，參與非法集結及高舉印有「光時」的旗幟。他承認一項非法集結罪名，而展示煽動刊物罪被撤控。東區裁判法院主任裁判官羅德泉指被告雖然不是主導集結的人士，但同時指出參與者也是重要角色，形容「集結主要在聲勢浩大下，參與者情緒高漲做出一啲平日唔敢做嘅事情」，若他們沒有出席，號召人如何努力都難以成事，判處被告監禁3個月。[24]

- 一名26歲侍應事隔兩年被控在銅鑼灣東角道與波斯富街之軒尼詩道路段參與暴動。案件在2022年7月8日於東區裁判法院提堂，主任裁判官嚴舜儀應控方要求將案件押後至8月22日再訊。被告獲准以現金5000元保釋、不得離港、須交出旅遊證件、每周到警署報到3次及居住在報稱地址。[25]

- 沙田禾輋選區區議員李志宏，在銅鑼灣堅拿道東及軒尼詩道交界的公眾地方作出喧嘩或擾亂秩序的行為，或使用恐嚇性、辱罵性或侮辱性的言詞，意圖激使他人破壞社會安寧。當日被捕後踢保，後在2020年11月17日再被捕，被控「在公眾地方喧嘩或作出擾亂秩序的行為」罪，23日在東區裁判法院提堂，辯方申請押後案件至2021年2月1日，以索取文件及給予法律意見。被告獲准以1000元保釋，其間須每周往警署報到一次及不准離港。[26]經審訊後，到2022年7月15日東區裁判法院裁判官劉綺雲法官指被告的行為具「煽動性、侮辱性、挑釁性」，讓在場人士更激動，並引用控方證人所指，令現場聚集人士增加至約200人。劉綺雲又認為根據法例，區議員只是對政府提供意見，並無特權監察警方執法。因此指出被告的行為已經超出合理範圍，明顯不是出於真誠，裁定被告罪成，還押至28日判刑。[27]到判刑當日，裁判官劉綺雲指案情嚴重，認為被告的行為和言辭「是有意圖煽動在場者不滿警方情緒升溫」，最後被判監禁7個月。辯方申請保釋等候上訴亦被裁判官拒絕。[28]到同年8月9日，他在高等法院申請上訴期間保釋。法官張慧玲聽畢雙方陳詞後，批准他以現金2萬元保釋，期間不得離港，須於 48 小時內交出旅遊證件，每星期到警署報到 3 次及居於報稱地址。[29]案件在2023年6月13日在高等法院審理。上訴方指，當時沒有實際暴力或即時暴力威脅，群眾有不滿警員的情緒，不代表有相關風險。另原審以 8 個月為量刑起點，屬明顯過重，指此量刑起點超越部分非法集結案例。律政司一方反駁，李曾激動質問警員，指他「志不在向警員表達不滿，而是製造混亂」；又指他作為區議員，不單無法提供協助，反而「添忙添亂」，或煽動他人衝擊警方防線，故量刑起點並非明顯過重。法官張慧玲聽畢雙方陳詞，擇日頒下判詞。[30]到2023年7月28日，高院法官張慧玲駁回李定罪上訴，維持罪成裁決，但刑罰上訴得直，改判處監禁5個月。李須即時服刑。[31]

- 一名案發時24歲男子被指曾向警方防線擲磚，事隔兩年被控在銅鑼灣東角道與波斯富街之軒尼詩道段參與暴動。被告早前認罪，到2023年9月26日，西九龍裁判法院（暫代區域法院）暫委法官彭亮廷之被告被告案發時正打算到附近維修電腦，沒有預謀犯案，但指不能忽略被告戴黑帽、袋中有伸縮雨傘、望遠鏡等，而當天並無下雨，推論被告出門前已打算參與集結，電腦維修僅為掩飾，故拒絕接納。法官批評示威者叫喊的口號及高舉旗幟有煽動他人分裂國家，仇視警方的元素，被告更曾向警方防線擲磚，又指示威者聚集以公然肆意挑戰國家主權、法治及警方，被告「仇警心態昭然若揭」。最後被判監禁3年。[32]

### 「私了」律師陳子遷案
3名年齡介乎25歲至33歲男子在2020年5月24日，在銅鑼灣禮頓道及加路連山路一帶，連同其他身份不詳的人參與暴動。以及意圖使律師陳子遷身體受嚴重傷害，而非法及惡意傷害陳子遷。被控暴動和蓄意傷人罪，2020年7月2日於東區裁判法院提堂，其中1名男子因在醫院留醫缺席聆訊，因此只有2名男子出庭。控方因應以待警方作進一步調查及索取法律意見。申請將案件押後獲裁判官何俊堯批准，2名被告須繳交20000元保釋金，期間不准離港、須居住在報稱地址及每週到警署報到。案件押後至9月24日。
其後警方再起訴了多1名男子同樣罪名，而其中1名男子於2020年6月30日，在香港柴灣翠灣邨一單位，管有一支伸縮棍，意圖將其作任何非法用途使用，被加控一項管有攻擊性武器或適合作非法用途的工具罪。2021年10月7日於區域法院提堂，辯方在庭上透露，第3被告已與控方達成共識，不會用審訊方式處理本案；次被告則擬與控方作認罪協商而申請押後；第4被告代表律師則指，當日才知控方與第3被告談判結果，及次被告將進行談判，冀申請押後，看能否一同參與其中。法官郭啟安聞言即問首被告，「咁（首被告）會唔會傾埋？要傾就而家傾埋，不然蘇州過後就無艇搭喇。」首被告拒絕，最終郭啟安批准辯方申請，押後11月18日再提堂。期間四人獲准以原有條件保釋，即首、次被告以20000元擔保，第3、4被告則分別准以40000元及1000元擔保。
2022年10月3日正式答辯及開審。其中2人指擬認罪，2人擬不認罪。辯方指，除首被告外，其餘三人已與控方達成認罪協商，控罪由暴動改為非法集結，並承認參與非法集結及有意圖而傷人兩罪。當中原擬不認罪的次被告達協商後，其管有攻擊性武器或適合作非法用途的工具罪獲存檔法庭。3人獲准繼續保釋，押後10月18日再訊。暫委法官鄧少雄竹特別對首被告指，該協商「其實相當值得考慮，因為判刑起始點係唔同」。首被告其後表示繼續否認控罪，案件押後至5日續審，控方指將召陳子遷作供。另辯方擬召「案中案」，爭議被告警誡供詞自願性，提及被奪去電話和遭赤裸搜身，認為是不斷遭侮辱。被告亦曾要求致電女友及家人，以及尋找律師陪同錄口供，遭警拒絕。有警員斥「搵咩律師，我哋夠晒料做你㗎喇。」不過警員全部不同意。
到2022年11月4日判刑當日，暫委法官鄧少雄指當時律師陳子遷事發期間孤身一人，若稍一不慎有人失控或「鑄成大錯」，事主沒受更多傷害「是不幸中嘅大幸」。法官又指各被告並非兇殘暴力的人，只因一時愚蠢、魯莽犯案，寄語 4 人忘記背後，努力向前，對社會作貢獻。3男被監禁19個月至34個月不等，17歲男被告判入教導所。律政司不服 3 名成年被告判刑過輕，提出刑期覆核。案件於2023年7月18日在高院處理。律政司認為原審官淡化案情，事主僅途經譴責示威者，3 人在光天化日下主動襲擊事主，案情嚴重。上訴庭法官彭偉昌、潘敏琦及彭寶琴聽畢雙方陳詞，批准律政司申請，撤銷原審官就各被告良好品格及重犯機會低的額外扣減，另提高暴動及傷人等罪的量刑起點，最終改判33歲男監禁61個月（5年1個月）、27歲男監禁42個月（3年6個月）、25歲男監禁37個月（3年1個月）。

## 爭議

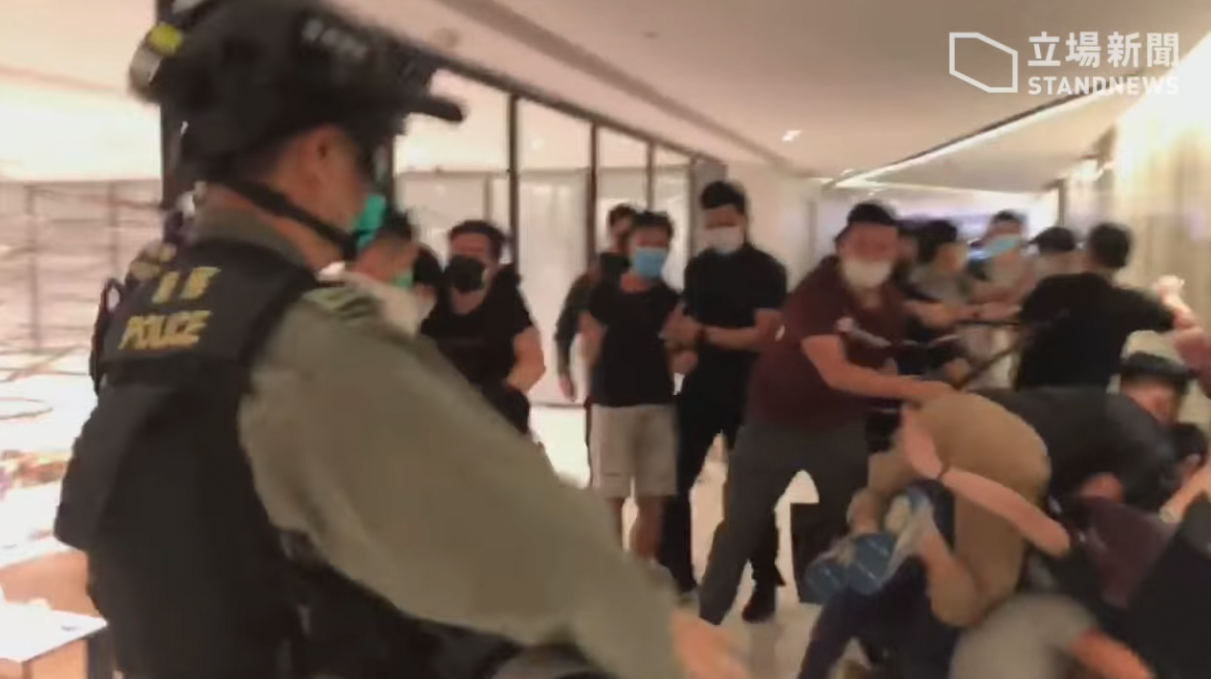
便衣警員進入海港城並追截叫口號市民，追至誠品書店外走廊位置，猶如「人疊人」被壓在同一位置

### 警員於便利店擅自取走樽裝水事件
Facebook 專頁「飛影」於當日下午3時許上載一段影片，片中顯示有正在執勤的防暴警路經銅鑼灣信和廣場附近的OK便利店並入內擅取樽裝水，沒有付款便離開。警方下午四時於Facebook發文回應，承認一名警員在銅鑼灣一帶執法期間，曾經進入附近一間便利店取走一樽飲品後離開，但随后警方已為該警員於便利店取走的樽裝飲品付款。有網民轉載警方製作的《警訊》片段，《警訊》曾指，無論市民用餐後故意不付錢，還是付款時發現不夠錢而偷偷離開，均干犯香港法例第210章《盜竊罪條例》第18C條「不付款而離去罪」，有關警員沒有即場付款便取走貨品離開已干犯盜竊罪，也有網民不滿，指摘警方企圖以「已補回款項」等等字句，合理化該名警員疑似犯罪的行動。

### 遊艇會有人無理被捕
有在遊艇會被捕，之後獲保釋的市民表示，當時原定與朋友在港島交收物品，不過遇上遊行活動，因而走出鴻興道沿海傍步行往灣仔方向。期間有示威者在紅隧堵路，警方施放催淚彈驅散，結果走入香港遊艇會被圍捕，身上的衫褲鞋襪及手機全部被警方沒收。也有乘搭過海巴士的乘客因封路關係，全部乘客要需在鴻興道附近下車，當轉入遊艇會時被防暴警包抄，之後因搜獲一包生理鹽水，涉嫌非法集結被捕。他們批評警方無理和濫捕巿民。

### 有人衝入女廁格內清潔工心臟病發
示威期間，一名尼泊爾籍清潔女工於廁所內暈倒，懷疑事發時受驚心臟病發，目撃者發現女事主暈倒後報警求助，並表示附近很多示威人士聚集，期間有40名至50名警員在執勤。
香港環保物流及清潔從業員協會翌日發出聲明，稱當日中午一名廁所清潔工人在鵝頸橋公廁內工作時，有一群黑衣人士突然衝入，混亂期間導致女事主撞傷頭部及引致心臟病發，送院後更需接受俗稱「通波仔」的經皮冠狀動脈介入治療，情況危殆；工會強烈譴責该事件。

### 催淚彈射唐樓平台 住戶稱肚瀉一個月
《明報》取得一段影片，顯示警方曾在銅鑼灣波斯富街天橋下，向未見有示威者的街道發射催淚彈，其中兩顆彈頭落在一棟唐樓的平台，不斷冒出白煙。事發時美容院一批已洗好的毛巾需要重洗。而附近住劏房的居民稱，吸入催淚煙後肚瀉一個月，而她的貓狗翌日均肚瀉。批評當時警方只是「為射而射」。警方承認當日曾有催淚彈射到大廈平台，不過稱「希望公眾能理解」，又稱「處於一個被動的位置」。

### 便衣警在海港城追截示威者釀「人疊人」
傍晚，有人號召尖沙嘴及旺角等商場進行「快閃」示威，其中海運大廈有數十名市民在商場內聚集及叫口號。到晚上6時許，大批防暴警進入商場，用揚聲器警告在場者違反限聚令。其後大批便衣警在來往海運大廈和誠品生活之間的通道追截多名示威者，猶如「人疊人」被壓在同一位置，警方帶走至少10名市民。在旺角晚上有大批防暴警戒備，在山東街一度包圍10多人截查，並向部分市民發出限聚令告票。

### 有人圍毆清理路障的路人
下午2時半，一名中年女子在銅鑼灣興發街與琉璃街交界時，清理路障的時候，被4人上前指罵，再遭對方以竹竿及拳頭施襲；該名遇襲女子後追趕施襲者，成功截獲一名16歲姓黃男學生，該名學生其後被捕，被控以傷人及暴動罪。

### 律師遭示威者圍毆
下午約3時半，律師陳子遷行經銅鑼灣利園山道70號時，遇見數十名示威者正以雜物堵塞馬路，雙方發生爭執，陳子遷其後被一群手持武器的黑衣示威者圍毆，亦有人以雨傘襲擊陳。期間陳嘗試離開，仍遭到黑衣示威者以雨傘追打。過程中，至少5名黑衣示威者打開雨傘，企圖遮掩同黨襲擊陳。陳身體嚴重受傷，頭破血流，上衣被扯爛，被送往醫院急救。
就此，香港律師會表示對事件感到非常痛心及憤怒，又指出暴力行為不為社會所接受：「公民抗命非違法的許可證，暴力亦非施暴者的許可證，絕不可以暴力使政見不同的人噤聲，如這樣就是大家想爭取的自由，那是香港的悲哀」。

## 反应
5月24日晚，香港特区政府发表声明指出，就有示威者在銅鑼灣及灣仔一帶非法集結及作出嚴重暴力違法行為予以強烈譴責，支持警方果斷採取執法行動。中華民國總統蔡英文譴責中國大陸人大會議制定港版《國安法》嚴重威脅香港前途，表示將依據香港情勢，廢止《香港澳門關係條例》的部分或全部內容，同時將完善及精進相關救援工作，向香港人民提供必要的協助。
5月25日，香港中联办发表声明，譴責示威者公然打出港獨標語，肆意堵路縱火及圍毆市民的行为。声明指出此行為「嚴重危害國家安全」，并再次證明全国人大決定制定法律維護香港國家安全，是「十分必要、十分迫切」的。
行政長官林鄭月娥亦对此强烈谴责，又指出有示威者對持不同意見人士施以襲擊，對兩位受傷人士表示慰問。